# 2012年の日本競馬
2012年の日本競馬（2012ねんのにほんけいば）では、2012年（平成24年）の日本競馬界についてまとめる。
2011年の日本競馬 - 2012年の日本競馬 - 2013年の日本競馬

## 概要
日本中央競馬会（JRA）は、2011年10月17日に年間の重賞日程を、11月21日に競馬番組の概要を発表。
地方競馬で施行されるダートグレード競走は、2011年12月22日に格付けを発表。

### 近代競馬150周年
2012年は1862年に横浜レースクラブが組織され、10月1日に現在日本国内で行われている競馬の原型となる西洋式近代競馬が横浜外国人居留地で初めて行われてから150周年となる。これを記念して、JRA・地方競馬全国協会ともに以下のような事業や企画を実施。
JRAでは年間を通じ、以下の『近代競馬150周年事業』を展開。
1. 中央競馬の10競馬場すべてで「近代競馬150周年記念競走」を実施[注 1]。
2. 中山金杯・京都金杯・3月3日の1回中京1日メイン競走「中京競馬場グランドオープン記念」・「150周年記念競走」及び12月24日の中山・阪神競馬全競走の計36競走において、馬連・枠連・ワイドの3賭式で通常の払戻金に売上の5%相当を上乗せする『JRA2連福』を実施。また春・秋の天皇賞以外の「150周年記念競走」施行日の実施競馬場は入場料無料の「フリーパスの日」に設定[注 2]。
3. 「近代競馬150周年記念」のコマーシャルの放映や特設サイトの開設[7][注 3]、日本中央競馬会の機関誌『優駿』において特集記事を掲載。

また、10月2日を「近代競馬メモリアルデー」と位置づけ、当日競馬が開催された大井競馬場・門別競馬場・金沢競馬場、および10月5日に開催された園田競馬場の各メイン競走のほか、ホッカイドウ競馬の重賞競走「道営記念」で「近代競馬150周年記念」の副題を付けて施行されたほか、一部の主催者では抽選会などの記念イベントも催された。
上記の他、過去の中央競馬クラシック三冠を達成した牡馬7頭・牝馬3頭をデザインした「近代競馬150周年記念切手」を10月2日に発行。

### 競馬法の一部改正
農林水産省は1月に、競馬法改正案を通常国会へ提出することを検討していると報じられ、6月20日の参議院本会議で可決、成立した。

主な改正点は経営不振が相次いでいる地方競馬施行団体等の支援や活性化を目的として『払戻金割合』の規制を緩和し、地方競馬施行運営者が自己裁量によって自由に割合を決定出来ること等を柱とするもので、従来は概ね74 - 75%としていた払戻率が改正後は「70 - 80%を目安とした一定の範囲内」で、競馬主催者が柔軟に設定できるようになった。

### 地方競馬IPAT
日本中央競馬会が運営するインターネット投票システム（IPAT）を利用して地方競馬の馬券を発売することになり、当初予定から1日延期し10月3日より発売を開始した。発売する競馬場は平地競走を行う地方競馬のみで、ばんえい競馬は対象外となった。また、発売する賭式も中央競馬が発売している8種類のみとされ、地方競馬のみで発売している枠番連勝単式（枠単）は発売されない。
当初は10月2日から発売開始だったが阪神競馬が順延されたため、1日延期となった。
またこれにあわせ、対象となる地方競馬（枠単を発売する南関東と金沢は除く）でも発売する賭式の統一化が図られ、中央競馬と同様8種類に統一された。
地方競馬にとっては大きな販路拡大の場となり、一部の主催者では早くも売得金が前年を上回るといった効果が表れている。

### 3頭同着
3頭が同着となる珍しい決着が、中央競馬と地方競馬でそれぞれ記録された。いずれも複勝式は5通り、ワイドは7通り、3連複・3連単は3通りの組み合わせがそれぞれ的中となっている。
- 10月20日のJRA京都競馬第11競走でファリダット・タンジブルアセット・ワールドワイドの3頭が3着同着[15][16]。3頭同着は2003年9月6日の札幌競馬第8競走（5着同着）以来で、3着の3頭同着は1955年2月の中京競馬以来となるが、1955年の場合は7頭立てで複勝式が2着払いだったうえ、当時はワイド・3連複・3連単もなかったため3着は払戻の対象とならず、馬券の払戻対象となる着順での3頭同着は史上初となった。
- 上記のほか12月13日の園田競馬第10競走でも、3頭が3着同着となった。

### 中央競馬

#### 日程
東日本大震災のため前年の開催をすべて中止した福島競馬場では施設の復旧工事が進められ、4月7日から開催を再開。福島競馬場での開催分を振り替えた競馬場のうち、小倉競馬場では前年度より開催日数を削減した一方で、新潟競馬場は前年度より増やされた。
関西地区の春季・夏季競馬開催は例年、中京→阪神→小倉の順になっていたが、本年は京都（春季12日間）→阪神（夏季8日間）→中京（8日間）→小倉（12日間）の順に変更した。1開催あたりの日数も法改正が行われ、12日を上限に柔軟に変更することが可能になったため、全国規模で開催日数が大幅に変更され、主要4場（東京・中山・阪神・京都）で日数が前年より増やされた。
北海道シリーズは前年度より1週繰り上げられた。また、札幌競馬場の施設改修工事が開始されることから北海道開催も9月第1週までで終了する。このため安田記念は夏季競馬開催に組み込まれ、競走条件に一部変更が生じている。
祝日や振替休日の月曜日を含む3日間開催は前年から拡大し、セントライト記念・京都大賞典・阪神カップが月曜日施行となった。これにより有馬記念の後にも競馬開催が行われ、1年の締めくくりとなる重賞競走も阪神カップとなった。

#### 競走の変更点
- 2歳新馬戦の開始時期を東京優駿（日本ダービー）の翌週からとする。
- 夏季競馬で実施しているサマーシリーズに「サマーマイル」が追加された。
- 2歳牝馬限定の重賞競走アルテミスステークスを新設[20]（格付け未取得のため「新設重賞」と表記）。
- 中京記念は距離を1600mに短縮し夏季競馬に移行。
- すべての平地GI競走とアメリカジョッキークラブカップ・東京スポーツ杯2歳ステークス・ラジオNIKKEI杯2歳ステークスを除く重賞競走で賞金が減額された[21]ほか、その他の一般・特別競走でも賞金が減額された。
- 負担重量がグレード別定である競走の重量が見直され、GII競走のうち「基礎重量57kg、GI勝利馬は2kg増」となっているものにおいて基礎重量を56kgに引き下げるほか、一部のGIIIでは加増重量の上限を2kgに引き下げる。これらの競走では、GI勝利馬の最大負担重量が59kgから58kgに引き下げられる。[20]

#### 開催成績
競馬場別の開催実績は以下の通り。
- 札幌競馬場：2回・14日（前年比：-2日）
- 函館競馬場：2回・12日（前年比：-4日）
- 福島競馬場：3回・22日（前年比：+22日）
- 新潟競馬場：4回・28日（前年比：-16日）
- 中山競馬場：5回・41日（前年比：+5日）
- 東京競馬場：5回・41日（前年比：増減なし）
- 中京競馬場：3回・22日（前年比：+22日）
- 京都競馬場：5回・44日（前年比：-8日）
- 阪神競馬場：5回・42日（前年比：+3日）
- 小倉競馬場：2回・22日（前年比：-22日）

年間総売上は2兆3943億885万6700円（前年比：104.4%）、総入場者数は619万296人（前年比：100.6%）でともに前年を上回った。

#### 調教師がインタビュー拒否
6月3日に行われた安田記念で優勝したストロングリターンを管理する調教師の堀宣行（美浦）が、JRA職員の再三にわたる説得にもかかわらず、優勝馬関係者に対するインタビューの出席を拒否。
この件についてJRA広報部は遺憾のコメントを発表したほか、JRA理事長の土川健之も本人より事情を聴くことを明らかにした。さらに東京競馬記者クラブは今回の件でJRAに対し要望書を提出することを決議した。
JRAは6月15日に、堀に対し『競馬ファンの心情を蔑ろにする遺憾な行為』として厳重注意処分。あわせて日本調教師会と日本騎手クラブに対しても取材への協力を要請したと発表。

#### 裁決に対する不服申立と基準の見直し
6月10日に行われた東京競馬第8競走で、内田博幸（美浦）の騎乗馬が決勝線手前で急に外側へ大きく動いたことについて「危険な騎乗に該当する」と判断され開催日2日間の騎乗停止となった件に関して、被害馬を管理する調教師の小島茂之（美浦）が走行妨害を申し立てるも棄却されたため、小島はこれを不服として申立書を提出する意向を2日後の12日に明らかに。
その後、小島が申立書を提出したため6月13日に行われた裁定委員会で審議した結果、「申し立てを棄却した裁決は相当である」として申立を棄却。小島はなおも不服として、日本スポーツ仲裁機構や裁判で争う構えを見せた。

JRAは6月22日、一連の経緯について同馬の馬主が所属する中山馬主協会会長の西川賢ら幹部に対して事情説明を実施。この中でJRA側は裁決基準の不明確さ、審議時間の長さなどについて不手際を認め、今後は調教師や騎手、マスコミに改めて説明することを協会側に伝達。協会側が『裁決基準の公開及び見解の相違がないようにして戴きたい』と要請したことに対しても裁決基準の見直しを含めて新方針を打ち出す用意があると明らかにした。

#### 調教師の預託可能頭数変更
JRAは競走馬のより円滑な出走のため在籍頭数の適正化を図ることを目的とし、調教師1人あたりの預託可能頭数を変更した。従来は20馬房まで一律に「貸付馬房数×3」、20馬房を超える場合は「超過馬房数×2」となっていたが、2012年10月1日以降は貸付馬房数×2.7（端数切り上げ）、2013年3月1日以降は貸付馬房数×2.5へ変更。背景には下級条件戦などにおける除外ラッシュを軽減させたい思惑や、定年前に廃業する厩舎が続出していることによる厩舎間格差の是正、さらに近年の売上減少傾向による経費削減策の一環といった側面もある。

### 地方競馬
地方競馬全国協会が公表した平成24年度の地方競馬開催成績によると、全国の売得金（売上）総額は3326億603万4800円（前年度比：100.4%）、1日平均売得金額は2億4119万3600円（前年度比：101.7%）で、ともに前年を上回った。一方、全国の総入場人員は343万6136人（前年度比：92.5%）で前年割れとなった。
平地の地方競馬で行われたダートグレード競走は37競走で、前年と変わらず。
以下は「平成24年度」となる2012年4月 - 2013年3月をさす。

#### 帯広市（ばんえい競馬）
4月14日から2013年3月25日まで26回・153日開催（前年度比：1日減）。例年通り、全日程を帯広競馬場で開催。ナイター開催は5月12日-10月29日まで75日間実施（前年度比：24日増）。
売得金総額は104億7989万2500円（前年度比：101.1%）、総入場人員は25万4081人（前年度比：103.4%）で、ともに前年を上回った。
重賞競走は25競走を施行（前年度比：増減なし）。ばんえい記念の1着賞金を300万円に減額したが、帯広市に寄せられた寄付金の一部を「特別報償金」として充て、優勝賞金は実質前年度と同額を維持した。

##### 騎手同士の暴行事件
4月29日夜に帯広競馬場内の調整ルームで数名の騎手が飲酒していたところ口論となり、2名の騎手が23歳の男性騎手に暴行を加え、あごの骨を骨折させていたことが明らかになった。この件で、道警帯広署はばんえい競馬所属騎手の藤野俊一を5月24日に、6月4日には鈴木恵介をそれぞれ傷害容疑で逮捕。
禁止されている調整ルーム内での飲酒を行っていたうえ暴行事件が発生し、その結果前年度の勝利数1位と2位の騎手が逮捕されるという異常な事態となり、ばんえい競馬を主催する帯広市は市長名で遺憾のコメントを発表したほか、5月25日と6月4日には開催執務委員長によるお詫びのコメントを公式サイト上で発表。その後、被害者の男性騎手は8月3日付で地方競馬全国協会に騎手免許を返上した。なお、鈴木は2012年度も年間勝利数1位を記録したが、この事件の当事者として逮捕されたことが信用失墜行為として帯広市の規定に抵触したため、表彰は行わなかった。
関係者に対するばんえい競馬および開催執務委員長からの処分が、いずれも6月29日付で発表された。
事件を重く見た帯広市は7月3日に再発防止策をまとめ、7月14日には公式サイトでも発表した。

#### 北海道（ホッカイドウ競馬）
4月25日から11月15日まで15回・80日間開催（前年度比：増減なし）。本年も全日程門別競馬場でナイター開催。重賞競走（ダートグレード競走を含む）は22競走（前年度比：増減なし）を施行。スタリオンシリーズ競走は46競走を施行。
売得金総額は119億1820万8800円（前年度比：103.9%）で前年を上回ったが、総入場人員は4万9120人（前年度比：98.5%）で前年割れ。

#### 岩手県競馬組合（岩手競馬）
通常開催は4月7日に水沢競馬場で開幕し、2013年1月14日まで開催。冬季休催期間をはさみ、2013年3月23日から3月31日まで水沢競馬場で特別開催を1開催行った。競馬場ごとの開催実績は以下の通り。
- 盛岡競馬場：9回・53日（前年度比：37日減）
- 水沢競馬場：13回・75日（前年度比：61日増）

2場をあわせた売得金総額は181億4770万8900円（前年度比：124.3%）、総入場人員は29万9908人（前年度比：124.1%）で、ともに前年を上回った。
重賞競走は32競走を施行。JRAの在宅投票システムで勝馬投票券の発売を開始することを踏まえ、古馬の競走では栗駒賞・白嶺賞を特別競走から重賞に昇格させたほか、従来ホッカイドウ競馬との交流競走として隔年で施行していた「知床賞」も重賞に格上げし、毎年施行とした。また、出走手当と騎乗手当が前年度より増額された一方、騎手手当（日当）は廃止された。

#### 特別区競馬組合・神奈川県川崎競馬組合・埼玉県浦和競馬組合・千葉県競馬組合（南関東公営競馬）
競馬場ごとの開催実績は以下の通り。
- 大井競馬場：19回・103日（前年度比：1日増）
- 川崎競馬場：13回・64日（前年度比：2日増）
- 船橋競馬場：12回・54日（前年度比：6日増）
- 浦和競馬場：12回・48日（前年度比：1日減）

4場をあわせた売得金総額は2006億3033万8000円（前年度比：100.8%）で前年を上回ったが、総入場人員は129万8717人（前年度比：91.1%）で前年割れ。
重賞競走は埼玉栄冠賞が「埼玉新聞栄冠賞」に名称変更したほか、サンタアニタトロフィーの施行距離が1800mから1600mに戻された。賞金面では船橋競馬場で施行された重賞競走で、かしわ記念を除き賞金が一律に減額された（SIIIの1着賞金が1200万→1000万になるなど）。祝日や中央競馬の日程などとの兼ね合いからかしわ記念とジャパンブリーディングファームズカップが2007年以来、日本テレビ盃が2006年以来の平日施行となった。

##### 騎手会所属騎手制度の導入
従来、すべての地方競馬では騎手が必ずいずれかの厩舎に属することが定められていたが、南関東公営競馬では4月1日より、中央競馬の「フリー騎手」に相当する「騎手会所属騎手」制度を導入した。騎手会所属騎手は特定の厩舎に所属せず、同じレースに騎乗依頼が重複した場合でも自分の裁量で騎乗馬を選択できるようになった。
原則として、以下の通り所属する競馬場が所在する都県の騎手会に所属することとなる。
- 大井：東京都騎手会
- 川崎：神奈川県騎手会
- 船橋：千葉県騎手会
- 浦和：埼玉県騎手会

#### 愛知県競馬組合（名古屋競馬）・岐阜県地方競馬組合（笠松競馬）・石川県、金沢市（金沢競馬）
競馬場ごとの開催実績と発売成績は以下のとおり。
名古屋競馬場
開催実績：27回・122日（前年度比：増減なし）
売得金総額は150億9250万4000円（前年度比：102.9%）で前年を上回ったが、総入場人員は19万2213人（前年度比：86.8%）で前年割れ。
笠松競馬場
開催実績：21回・94日（前年度比：増減なし）
売得金総額は106億1695万7300円（前年度比：97.6%）、総入場人員は10万8835人（前年度比：91.1%）で、ともに前年割れ。
金沢競馬場
県営・市営をあわせた開催実績：21回・77日（前年度比：1日減）
売得金総額は92億4772万8100円（前年度比：96.6%）、総入場人員は20万9994人（前年度比：90.9%）で、ともに前年割れ。
HITスタリオンシリーズ競走は、各競馬場ごとにそれぞれ6競走ずつ実施。

#### 兵庫県競馬組合（園田・姫路競馬）
本年度は園田競馬場でナイター設備設置工事を行ったため、姫路競馬場でも2年ぶりに開催された。競馬場ごとの開催実績は以下の通り。
- 園田競馬場：24回・135日（前年度比：28日減）
- 姫路競馬場：5回・28日（前年度比：28日増）

2場をあわせた売得金総額は298億1836万7700円（前年度比：94.9%）、総入場人員は48万2021人（前年度比：84.6%）で、ともに前年割れ。
HITスタリオンシリーズ競走に初参加し、6競走を実施。

#### 福山市（福山競馬）
22回・96日開催（前年度比：増減なし）。
売得金総額は78億7537万1400円（前年度比：94.1%）で前年割れだったが、総入場人員は15万9943人（前年度比：103.6%）で前年を上回った。

##### 競馬開催の廃止へ
売上の不振による累積赤字が深刻化している市営福山競馬は、2010年に有識者からなる検討委員会より「実質単年度黒字の確保が事業継続の要件」とする答申を受けており、2011年度こそ4年ぶりに単年度黒字を計上したものの、累積赤字額はなお18億6900万円となっていた。

主催者の福山市は2012年度の開催を行うと1月20日に発表、7月12日に所属馬のモナクカバキチが通算最多勝記録を更新（55勝）するなど話題を提供したほか、地方競馬IPATの開始に向け賭式の追加も行ったが、それでも売上不振は改善できず、再び単年度赤字に転落することが確実な見込みとなり、福山市幹部が「累積赤字解消の見込みがなく、2013年度の競馬事業を継続することは困難で、関連予算が組めない」旨を広島県福山競馬振興協議会側に伝達。これを受け、福山市長の羽田皓は「経営環境が厳しく、収支均衡の予算を編成できない」として、福山競馬を2013年3月末で廃止すると表明した。

#### 高知県競馬組合（高知競馬）
19回・96日開催（前年度比：2日増）。
売得金総額は82億7502万1000円（前年度比：115.8%）で前年を上回ったが、総入場人員は5万5815人（前年度比：97.4%）で前年割れ。

#### 佐賀県競馬組合（佐賀競馬）
21回・101日開催（前年度比：増減なし）。
売得金総額は105億393万7100円（前年度比：102.3%）で前年を上回ったが、総入場人員は32万5489人（前年度比：97.8%）で前年割れ。

## できごと
地方競馬（平地・ばんえい）は3月まで2011年度、4月以降は2012年度。
凡例
【JRA】 - 日本中央競馬会に関する出来事
【NAR】 - 地方競馬（ばんえいは除く）に関する出来事
【ばんえい】 - ばんえい競馬に関する出来事
【産地】 - 馬産地・繁殖馬・市場に関する出来事
【海外遠征】 - 日本調教馬の海外遠征に関する出来事（騎手のみの遠征は除く）

### 1月
- 2日 - 【NAR】岩手県競馬組合は、騎手の皆川麻由美が1月9日をもって現役引退すると発表[46]。
- 5日 - 【NAR】荒尾競馬組合は、昨年12月23日をもって廃止された荒尾競馬に所属していた騎手及び調教師の移籍先等を発表。騎手は岩永千明・杉村一樹・西村栄喜・吉留孝司・宮平鷹志の5人が他地区へ移籍、調教師は佐賀へ移籍する幣旗吉昭・松島壽・頼本盛行の3人を除く11人が引退[47]。
- 6日 - 【JRA】2011年度のJRA賞を発表し、年度代表馬及び最優秀3歳牡馬にオルフェーヴルを選出[48]。
- 9日 - 【JRA】中山競馬第2競走で、2着に14番人気、3着に最低16番人気が入線し、拡大二連勝複式馬券（ワイド）における配当がJRA史上最高額となる10万6360円を記録[49]。
- 11日 - 【NAR】NARグランプリ2011が発表され、フリオーソが2年連続4度目の年度代表馬に選出[50]。
- 14日 - 【JRA】京都競馬第11競走（大和ステークス）でクリーンが馬体重628kgで出走し、JRA史上最重量出走記録を8年ぶりに更新[51]、2月18日には更に2kg上回る630kgで出走した。
- 15日 - 【JRA】京都競馬場の本馬場において、ヴィクトワールピサの引退式を施行。同日付で競走馬登録も抹消[52]。
- 18日 - いずれも【JRA】
  - 九州競馬記者クラブは、『小倉ターフ賞』の2011年度受賞者に川須栄彦（栗東）を選出[53]。
  - 騎手の岩崎祐己（栗東）がこれまでの西橋豊治厩舎から池江泰寿厩舎へ1月21日付で所属変更すると発表[54]。岩崎は2月29日をもって騎手を引退、池江厩舎で調教助手として活動することを表明[55]。
- 23日 - 【JRA】調教師で元騎手の小島貞博（栗東）がこの日の午後、栗東トレーニングセンター内の自厩舎で首を吊った状態で発見され、病院に搬送されたが午後6時36分（JST）に逝去。享年60、管理馬については1月24日付で湯窪幸雄厩舎（栗東）に臨時貸付の上転厩することを発表[56]。
- 24日 - 【JRA・NAR】 日本中央競馬会と埼玉県浦和競馬組合は、2月19日から浦和競馬場でJRAの勝馬投票券の発売と払戻を行うと発表。名称は「ウインズ浦和」で、施設運営は埼玉県浦和競馬組合に全面委託。当面は毎週日曜日のみの営業[57][58]。
- 30日
  - 【産地】北海道新ひだか町のカントリー牧場が、オーナーである谷水雄三の健康上の理由により[59]、また北海道浦河町のオンワード牧場も、後継者不在などを理由にそれぞれ1月末で閉鎖することが明らかに[59]。

### 2月
- 1日 - 【NAR】 午前8時頃（JST）、浦和競馬場へ向かっていた大井所属の騎手3人を乗せたタクシーが東京都江東区の首都高速を走行中に単独の接触事故。3人は別のタクシーで競馬場へ向かったが、到着後に上田健人が首、早田功駿が足の痛みをそれぞれ訴え、この日の騎乗を取りやめ。真島大輔は予定通り騎乗した[60]。なお上田と早田も翌日よりレースでの騎乗を再開。
- 2日 - 【産地】 スリープレスナイト（牝8歳）がこの日午前11時頃（JST）、繋養先のノーザンファーム（北海道勇払郡安平町）で右撓骨骨折により死亡[61]。
- 3日
  - 【JRA】 騎手の水出大介が今月29日で引退すると発表。引退後は美浦：鹿戸雄一厩舎で調教助手として活動する予定[62]。
  - 【NAR】 高知競馬第11競走にセニョールベストが出走し（結果は9着）、2009年に達成したダイナブロスに並ぶ地方競馬（ばんえい競馬は除く）最多タイとなる通算300レース出走を記録、2月11日にも出走し記録を更新した[63]。
- 4日 - 【ばんえい】 帯広競馬第6競走でキャラメルリボンが1着となり、騎乗した鈴木恵介は年間207勝を記録、自身が保持している年間最多勝記録（206勝）を更新[64]。
- 7日 - 【JRA】 競馬学校の騎手課程（第28期）で卒業式が行われ、5人が卒業した。今期の卒業生は全員厩舎関係者以外の入学者で、これは競馬学校開校以来初めて[65]。
- 9日
  - 【JRA】平成24年度新規騎手免許試験の合格者を発表。合格者は5名でいずれも競馬学校卒業生であり、地方競馬所属騎手などからの合格者はいなかった。免許は3月1日付で交付され、3月3日の開催から順次デビューする[66]。→2月7日の出来事参照
  - 【JRA】調教師の高橋隆・鶴留明雄（以上栗東）・稲葉隆一、清水利章（以上美浦）、騎手の高橋亮（栗東）・伊藤直人（美浦）が引退を発表（いずれも2月29日付）。調教師4名は定年に伴う引退、高橋亮は3月1日から調教師に転向、伊藤直は現所属先の粕谷昌央厩舎で調教助手として活動[67]。
  - 【産地】オーナーブリーダーの谷水雄三がこの日、栗東トレーニングセンターでカントリー牧場の閉鎖に至った経緯について記者会見。育成部門は千代田牧場に譲渡、またウオッカを含めた競走馬の所有は今後も続けると発表[68]。→1月30日の出来事も参照
- 13日 - 【JRA】ランダム選択勝馬投票券『JRAクイックピック投票』について、「GI競走施行週（一部競走の金曜日発売を含む）に実施する」と発表[69]。
- 14日
  - 【JRA】 中京競馬場の施設改修工事が竣工し、報道関係者等に施設を公開。武豊（日本騎手クラブ会長兼務）・福永祐一らによるコース試走も行われた[70]。
  - 【NAR】 兵庫県競馬組合議会の定例総会で、2月2日に発表されたナイター計画に基づき園田競馬場の夜間開催に伴うナイター施設工事費計上を含めた平成23年度補正予算・平成24年度予算（合計8億9107万5000円）を提案し承認。同組合は施設工事に着手し、早ければ本年9月より園田競馬場での金曜日ナイター開催が開始されることに。工事期間中は姫路競馬場で開催予定[71]。
  - 【NAR】 高知県競馬組合は、1月21日に引退を表明した森井美香が2月18日の高知競馬をもって引退すると発表。当日の第5競走確定後には引退セレモニーを行った[72]。
  - 【ばんえい】 帯広市は『オッズパーク・ばんえい・マネジメント』（OPBM）に委託しているばんえい競馬の運営について、2012年度以降の運営委託契約を更新せず、帯広市が主体で運営する方式に切り替えることを決定。業務の一部は旭川場外発売所「レラ・スポット北彩都」を運営する『コンピューター・ビジネス』（本社：旭川市）に委託[73]。
- 15日 - 【NAR】 ホッカイドウ競馬は、枠番連勝単式（枠単）・ワイドの広域場外発売を2月20日より順次開始することを発表[74]。なお、モニター画面で枠単・ワイドのオッズ表示は行わない。
- 24日 - 【JRA】安藤光彰・岩崎祐己・柴原央明・田中克典（いずれも栗東）の4騎手が2月29日付で引退すると発表。引退後は4人とも調教助手に転向[75]。→1月18日・2月8日の出来事も参照
- 25日 - 【NAR】佐賀県競馬組合は、調教師の山下清が廃業、これに伴い騎手の山下裕貴が真島元徳厩舎へ一時移籍すると発表[76]。
- 29日
  - 【JRA】レーヴディソール（牝4歳）が同日付で現役を引退し、競走馬登録を抹消したことを発表[77]。
  - 【JRA・NAR】2月8日に現役引退を表明したJRA最年長の安藤光彰（栗東）が笠松競馬で最終騎乗。同日の最終競走終了後に引退セレモニーが行われた[78]。→2月8日・2月24日の出来事も参照
  - 【NAR】 神奈川県川崎競馬組合は関東地方における降雪のため、この日施行予定だった川崎競馬の開催を中止。中止に伴う代替開催は実施しないほか、予定していたエンプレス杯（JpnII）の代替開催も実施せず[79][80]。

### 3月
- 1日 - いずれも【NAR】
  - 兵庫県競馬組合は、騎手の茶畑雄誠から出されていた騎手免許返上届を受理[81]。
  - サラブレッド系競走馬として最多の45勝を記録したオリジナルステップが引退。3月4日には高知競馬場で引退セレモニーが行われた[82]。
- 3日 - 【JRA】中京競馬場がグランドオープン。オープニングセレモニーにはSKE48の松井玲奈も登場[83]。
- 4日 - 【JRA】中山競馬第11競走（第49回報知杯弥生賞）で、柴田大知（美浦）が1997年7月のラジオたんぱ賞に勝利以来、14年8ヵ月ぶりとなる平地重賞勝利。西田雄一郎が記録した14年12日を上回る最長間隔記録を更新[84]。
- 5日 - いずれも【JRA】
  - JRAは、札幌競馬場の改築工事を本年10月から2014年6月まで行うと正式発表[85]。
  - 前年開催がすべて中止となった福島競馬場において、約1年半ぶりの競馬開催再開となる第1回福島競馬の概要を発表。初日の4月7日はオープニングセレモニー等を行い、発行される勝馬投票券は三春駒などがプリントされた特別柄を使用。当日のメイン競走となる福島民報杯は「福島競馬再開記念」の副題を付して実施[86]。
- 11日 - いずれも【JRA】
  - 東日本大震災発生から1年となるこの日、『東日本大震災被災地支援競馬』と銘打って開催。中山・阪神・中京の各競馬場では半旗が掲げられ、地震発生時刻の午後2時46分（JST）には、ウィナーズサークルに全騎手が集合して犠牲者へ黙祷を捧げた。各地方競馬でも同様のイベントを行なった。
  - 中京競馬第4競走で、1着に5番人気、2着に12番人気、3着に16番人気がそれぞれ入線し、三連勝単式の払戻金が中京競馬史上最高となる1058万5820円を記録[87]。
- 14日 - 【NAR】日本レーシングサービスは2011年12月で競馬開催を廃止した荒尾競馬場について、4月2日より地方競馬共同場外発売所「BAOO荒尾」に名称を変更して場外発売を継続すると発表[88]。主に佐賀競馬場の場外発売が中心となる。→2011年の日本競馬・12月23日の出来事も参照
- 18日
  - 【JRA】阪神競馬第11競走（第60回阪神大賞典）で、オルフェーヴルが2周目の第3コーナー付近で外へ大きく斜行して逸走したうえ、最後の直線走路でも他馬の進路を妨げて不利を与えた。裁決の結果、コース逸脱は馬の気性によるもので故意ではないとしたものの、馬は4月2日以降に調教再審査を指示され[89]、最終直線でのアクシデントは騎手の御法に問題があったとして、騎乗した池添謙一（栗東）に過怠金10万円の処分[90]。
  - 【ばんえい】30年以上にわたり、ばんえい競馬の実況をほぼ一人で担当してきたアナウンサーの井馬博が、3月26日の実況をもって引退することが明らかに。後日、後任として太田裕士と小枝佳代があたると発表[91]。
- 21日 - 【JRA】日本中央競馬会は平成23年度事業決算を議決し承認。1957年（昭和32年）度以来54年ぶりとなる当期純損失が約63億円余りの赤字を計上。東日本大震災支援金に約50億円、施設復旧工事などの費用で約56億円を要したことなどが原因[92]。
- 22日 - 【JRA】騎手の小林淳一（美浦）が3月31日付での現役引退、4月1日付での競馬学校教官転身を発表[93]。
- 25日
  - 【JRA】阪神競馬第2競走で2着に12番人気の馬が入線し、複勝式の払戻金が阪神競馬史上1位、JRA全体でも歴代2位となる1万4080円を記録[94]。
  - 【JRA】阪神競馬第10競走で、岩田康誠（栗東）が騎乗機会最多連続連対記録となる連続9連対を記録[95]。
  - 【NAR】特別区競馬組合は、平成23年度大井競馬優秀各賞の受賞者を発表。最優秀騎手賞に戸崎圭太を選出[96]。
  - 【ばんえい】 2011年度のばんえい競馬が全日程を終了し、騎手・調教師の年度リーディングが確定。リーディングジョッキーは自身が持つ年間最多勝利記録を更新する246勝を挙げた鈴木恵介が4年連続4回目、またリーディングトレーナーは130勝を挙げた服部義幸がそれぞれ受賞[97]。→3月20日の出来事も参照
- 29日 - 【JRA】騎手の南井大志が3月31日付で現役引退と発表。以後は実父の南井克巳厩舎で調教助手として活動[98][99]。

### 4月
- 4日 - 【JRA】4月8日の中山競馬第11競走（春雷ステークス）が「競馬学校開設30周年記念競走」として施行。本馬場入場曲には競馬学校の校歌を使用し、誘導馬には競馬学校の教官が教官服を着用して騎乗[100]。
- 5日 - 【NAR】船橋競馬第11競走で、クリーンが馬体重621kgで出走し1着となり、2005年11月30日の園田競馬第12競走で優勝したジョーキャプテンの625kgに次ぐ地方競馬（ばんえいは除く）史上2位の高重量記録[101][102]。→1月14日の出来事も参照
- 6日 - 【NAR】騎手の岩崎方元（川崎）と中地雄一（川崎）の2名が、平成24年度第1回川崎競馬の開催をもって引退することを発表[103][104]。
- 7日 - いずれも【JRA】
  - 2011年の開催が全面取りやめとなった福島競馬が3月26日に復旧作業を終え約1年5ヵ月ぶりに再開。昼休みにはこの日福島競馬で騎乗する騎手全員（4月1日付で競馬学校教官に転身した小林淳一も含む）による「福島復興祈念セレモニー」も実施。なおこの日と翌日は「フリーパスの日」として、入場料を無料とした[105]
  - 中山競馬第2競走で、1着に11番人気、2着に14番人気、3着に6番人気がそれぞれ入線し、三連勝複式における払戻金がJRA史上2位となる334万5390円を記録[106]。
- 9日 -【JRA】9月8日より行われる秋季競馬から、主場開催で施行する未勝利戦及び500万円以下条件戦について、「効率的な開催と馬の円滑な出走を図るため」を目的として「地元所属馬」に優先出走権を付与すると発表[107]。
- 11日 - 【NAR】門別競馬場で工事が行われていた屋内調教用坂路が完成し、竣工式を実施。今回新設された坂路は全長900mのウッドチップコースで、ハロンタイム計測装置やテレビモニターも設置。施設は5月中旬から供用開始予定[108][109]。
- 13日 - 【NAR】騎手の柴田直樹（愛知）が一身上の都合により、この日行われた名古屋競馬4日目をもって現役を引退したと発表[110]。
- 15日 - いずれも【JRA】
  - 中山競馬第10競走で、3着で入線した武豊（栗東）のJRA生涯獲得賞金が700億円（付加賞含む）に到達[111]。
  - 中山競馬第11競走（第72回皐月賞）でゴールドシップが1着となり、鞍上の内田博幸（美浦）は皐月賞で初勝利を挙げたほか、史上20人目（地方競馬出身の騎手としては初めて）となる牡馬クラシック3冠競走での勝利を記録[112][113]。
- 18日 - 【JRA】騎手の田嶋翔（栗東）が4月20日をもって引退すると発表。引退後は栗東：作田誠二厩舎で調教助手として活動[114]。
- 22日 - 【NAR】佐賀県競馬組合は5月12日開催分より、インターネット投票限定で発売している重勝式勝馬投票券「オッズパークLOTO」について、新たに中央・地方を通じて唯一となる「7重勝単勝式投票券」の発売を開始すると発表[115]。
- 29日
  - 【JRA】京都競馬第11競走で行われた第145回天皇賞（春）（GI）で、14番人気のビートブラックが1着となり、単勝式の払戻金が同競走史上最高配当となる1万5960円を記録。単勝1番人気に支持された昨年クラシックの3冠馬オルフェーヴルは11着と惨敗[116][117]。
  - 【海外遠征】 香港・沙田競馬場で行われた第38回クイーンエリザベス2世カップ（香GI）で、ルーラーシップが優勝しGI初制覇。日本馬の同競走での優勝は、2002年のエイシンプレストン以来2頭目[118]。

### 5月
- 1日 - 【NAR】ホッカイドウ競馬所属騎手の小嶋久輝（堂山芳則厩舎）が一身上の都合により5月1日付で引退したと発表[119]。
- 6日
  - 【JRA】東京競馬第11競走（第17回NHKマイルカップ、GI）で最後の直線走路において、シゲルスダチが落馬した件が審議となり、第6位入線のマウントシャスタが急に内側へ斜行したとして失格。あわせて鞍上の岩田康誠（栗東）にも開催日4日間の騎乗停止処分[120]。GI競走で失格馬が出たのは1991年に現行の降着制度が導入されて以来初。被害馬に騎乗していた後藤浩輝（美浦）は頸椎捻挫と診断されたが、翌日に行われた精密検査の結果、「頸椎骨折の疑い及び頸椎不全損傷」と診断され入院。ヴィクトリアマイルのアニメイトバイオなど、騎乗予定がすべて騎手変更に[121]。
  - 【NAR】 金沢競馬第1競走で山中利夫（62歳9ヶ月）がブライアンズメテオに騎乗して1着となり、地方競馬史上最年長勝利記録を更新[122][123]。
- 10日 - 【NAR】千葉県競馬組合は、調教師の出川龍一（船橋）が5月31日付で勇退すると発表[124][125]。
- 16日 - 【NAR】門別競馬第6競走でブラックタイド産駒のラブキンゾウが1着となり、今シーズンの新種牡馬産駒が初勝利を記録[126]。
- 17日
  - 【JRA】日本中央競馬会は、第1回福島競馬の売上から2億1000万円を東日本大震災の支援金として贈呈すること、開催期間中に福島競馬場内で集めた募金115万円余りの全額を「東日本大震災ふくしまこども寄附金」に贈呈すると発表[127]。
  - 【NAR】岩手県調騎会騎手部会は「東日本大震災の記憶を風化させない」との想いから、「東日本大震災復興祈念レース」を2012年シーズンを通じて行うと発表[128]。
- 21日
  - 【産地】調教を公開しながら取引を行う「北海道市場2012トレーニングセール・サラブレッド2歳」が、札幌競馬場でこの日と22日の2日間開催[129]。昨年より34頭少ない181頭（牡115頭、牝66頭）が上場され、うち123頭（牡82頭、牝41頭）が落札。落札総額は7億922万2500円。落札馬の最高価格は「クィーンロマンス2010」（牡、父ケイムホーム）の2940万円。
  - 【NAR】2012年度第1回調教師・騎手免許試験の合格者を発表[130]。合格者は調教師が3名、調教師補佐が2名、騎手が1名。このうち調教師補佐に合格した荒井隆は大井所属の調教師だったが、本年は管理馬の出走がなく事実上の格下げ。また騎手合格者の吉本隆記は1995年に名古屋競馬場で騎手としてデビューしたが、2007年に騎手免許を返上して現在は浦和・小久保智厩舎で厩務員として従事しており、5年ぶりの現役復帰となる。合格者6名の免許は6月1日付で発効。
  - 【NAR】特別区競馬組合は、調教師の久保杉利明と松本勉が5月28日付で引退し、同日付で久保杉隆・庄子昭彦・高橋清顕の3名が厩舎を開業すると発表[131][132]。
  - 【ばんえい】帯広競馬第5競走（2歳新馬戦）に史上初の白毛馬であるハクバビューティー（牝2歳）が馬体重676kgで出走したものの9着に敗れる[133][134]。ばんえい競馬が帯広での単独開催となった2007年以降で最軽量。
- 24日 - 【NAR】佐賀県競馬組合は5月26日開催分（5月25日より前夜発売）より、当初の予定を延期していた「7重勝単勝式投票券」の発売を開始すると発表[135]。
- 26日
  - 【JRA】東京競馬第2競走で2着に16番人気、3着に12番人気の馬がそれぞれ入線、ワイドの払戻金がJRA史上最高となる10万9100円を記録[136]。
  - 【ばんえい】ばんえい競馬を主催する帯広市は、2011年度以降家業手伝いのため休業していた騎手の細川弘則が5月25日付で引退したと発表[137]。
  - 神奈川県川崎競馬組合は、調教師の稲垣純緒が5月31日付で引退すると発表[138]。
- 27日 - 【JRA】 第79回日本ダービーが東京競馬場で行われ、ディープブリランテが優勝した。騎乗した岩田康誠は騎乗停止後の復帰第一戦を飾った[139]。

### 6月
- 3日 - いずれも【JRA】
  - 東京競馬第10競走（ホンコンジョッキークラブトロフィー）で、幸英明（栗東：フリー）がJRA史上12人目、現役騎手9人目となるJRA通算1万3000騎乗回数を達成。デビューから18年2ヵ月30日、36歳4ヵ月23日での達成はJRA史上最速記録[140]。
  - 阪神競馬第5競走（新馬戦）で、タガノハピネス（牝2歳、栗東：鈴木孝志厩舎）が勝利。本年から新種牡馬としてデビューしたタガノゲルニカは新種牡馬産駒としては中央競馬初勝利[141]。→5月16日の出来事も参照
  - 騎手の福永祐一（栗東）が、この日行われた第62回安田記念（GI）と第17回ユニコーンステークス（GIII）で勝利。前日の第65回鳴尾記念（GIII）勝利とあわせ、史上初となる「土日3重賞レース勝利」を達成[142]。
- 14日 - 【NAR】園田競馬で、5重勝単勝式（オッズパークLOTO）の払戻金が兵庫県競馬史上最高となる937万6810円を記録。的中はわずか1票のみ[143]。
- 17日 - 【JRA】福島競馬第6競走で14番人気が1着となり、同馬に対する単勝式の払戻金が福島競馬史上最高となる3万2890円を記録。また複勝式も福島競馬史上2位となる1万400円を記録[144]。更に1着馬の管理調教師である二本柳俊一（美浦）は2008年4月20日の福島競馬第1競走以来、4年2ヵ月ぶりのJRAでの勝利[145]。
- 23日 - 【JRA】阪神競馬第11競走（米子ステークス）で、1着に11番人気、2着に18番人気、3着に12番人気がそれぞれ入線し、三連勝単式の払戻金が阪神競馬史上最高、JRA全体でも歴代5位となる1272万7500円を記録[146]。
- 27日 - 【JRA】福島県に支援金として7億円を、「東日本大震災ふくしまこども寄附金」に約115万円をそれぞれ贈呈すると発表。7億円の内訳は3月11日に行われた「被災地支援競馬」の売上げの一部などから6億円と「福島復興祈念競馬」として4月に行われた第1回福島競馬の売上げの一部1億円。また「こども寄附金」は「復興祈念競馬」開催中に東北地方を除くJRA各事業場で行われた募金全額[147]。→5月17日の出来事も参照
- 28日 - 【NAR】兵庫県競馬組合は7月3日から開催予定の姫路競馬について、本馬場入場時の誘導馬による誘導を当面行わないと発表[148]。2頭いる誘導馬のうち1頭は高齢と移動による体調への影響を考慮、もう1頭は単独での誘導に不安があるため。

### 7月
- 1日 - 【JRA】函館競馬第5競走で、藤沢和雄（美浦）がJRAの調教師では第8位となる通算1132勝目を記録[149]。
- 2日 - 【NAR】岩手県競馬組合は、7月16日に盛岡競馬場で行われる騎手交流競走「ジョッキーズチームマッチ」に出場する騎手を発表。昨年は「JRA×岩手競馬」の2チーム対抗戦だったが、本年は「JRA×地方他地区×岩手競馬」の3チームによる対抗戦となる。→6月19日の出来事参照
- 5日
  - 【JRA】日本中央競馬会は、8月11日に イギリス・アスコット競馬場で開催される「ドバイデューティーフリー・シャーガーカップ」に武豊（栗東：フリー）が世界選抜の代表として出場すると同時に世界選抜のキャプテンを務めると発表[150]。
  - 【NAR】千葉県競馬組合は、千葉県山武郡芝山町に場外馬券発売施設『f-keiba（エフケイバ）成田』を開設すると発表[151]。
- 15日
  - 【海外遠征】凱旋門賞（GI、芝2400m）へ登録していたオルフェーヴルを出走させると正式発表。騎手はこれまでの池添謙一（栗東）からクリストフ・スミヨン（ フランス）に変更[152]。
  - 【JRA】新潟競馬第7競走で、中舘英二（美浦：松山康久厩舎）が史上4人目、現役騎手3人目となるJRA通算1万7000回騎乗を達成[153]。
  - 【NAR】国内最年長（63歳）騎手の山中利夫（金沢：井樋一也厩舎）がこの日行われた金沢競馬第1競走での騎乗を最後に現役引退[154]。通算成績は17,116戦2,812勝[155]。
- 16日 - 【NAR】盛岡競馬場で「第2回ジョッキーズチームマッチ」が行われ、岩手競馬所属騎手で構成された「Team IWATE」が優勝。また優秀騎手賞は個人獲得ポイントでトップとなった村上忍（水沢：村上実厩舎）が受賞[156]。
- 18日
  - 【JRA】日本中央競馬会は岩手県に対し、東京都内において東日本大震災の支援金として6億円を贈呈[157]。→6月27日の出来事参照
  - 【海外遠征】トレイルブレイザーを管理する池江泰寿（栗東）は、11月3日（JST）に アメリカ合衆国・サンタアニタパーク競馬場で行われるブリーダーズカップ・ターフ（G1・芝2400m）に同馬を出走させると明らかに[158]。
- 20日 - 【JRA・NAR】日本中央競馬会及び地方競馬全国協会は、8月4日に マカオ・タイパ競馬場で行われる「アジアヤングガンズチャレンジ」に西村太一（美浦：和田正道厩舎）と石川慎将（佐賀：石川浩文厩舎）が出場すると発表[159][160]。
- 21日 - 【海外遠征】英国遠征中のディープブリランテ（牡3歳、栗東：矢作芳人厩舎）が、キングジョージ6世&クイーンエリザベスステークスに出走するも8着[161]。
- 23日 - 【NAR】 兵庫県競馬組合は9月上旬から11月上旬までの園田競馬開催日程の変更を発表。概要は第8回開催から第12回開催までの定例開催日を従来の『火曜・水曜・木曜』から『火曜・水曜・金曜』の開催とし、また9月7日から11月8日までの毎週金曜日限定で関西圏の地方競馬としては初めてとなるナイター競馬を施行する[162][163]。→2月2日・2月14日の出来事も参照
- 28日 - 【JRA】小倉競馬第10競走（唐津特別）で、15番人気の馬が3位に入線し、複勝式の払戻金が小倉競馬史上最高（JRA全体では2位）となる1万4390円を記録[164]。
- 30日 - 【JRA】米国遠征中の福永祐一（栗東）が、現地時間29日にデルマー競馬場で行われた第3競走の未勝利戦で勝利。福永が日本国外で勝利したのは2005年のアメリカンオークスステークス（シーザリオで勝利）以来7年ぶり[165]。

### 8月
- 4日 - 【JRA】新潟競馬第第5競走（新馬戦）で、14番人気が1着、12番人気と10番人気が2着同着となったため、14番人気→12番人気→10番人気の順番による三連勝単式の払戻金が2983万2950円を記録し、公営競技史上最高配当を更新。また14番人気→10番人気→12番人気の順番による三連勝単式の払戻金もJRA史上5位となる1491万6520円を記録[166][167]。
- 6日  -【NAR】地方競馬で平地最多勝となる55勝を挙げた福山競馬所属のモナクカバキチ（牡13歳、荻田恭正厩舎）が現役引退と発表。引退セレモニーは8月12日に福山競馬場で実施[168]。
- 12日
  - 【JRA】8月11日に イギリス・アスコット競馬場で行われたチーム別国際騎手交流戦「シャーガーカップ」に武豊（栗東：フリー）が世界選抜チームの主将として出場。世界選抜チームの優勝に貢献したが、シャーガーカップ・クラシックで鞭の不適切使用により騎乗停止の制裁を受ける。中央競馬では4日間の騎乗停止となった[169][170]。
  - 【NAR】佐賀競馬第7競走で、1着に5番人気、2着に10番人気、3着に1番人気がそれぞれ入線し、馬番連勝複式馬券の配当が39万4580円、三連勝単式馬券の配当が522万4160円といずれも佐賀競馬史上最高配当を記録[171][172]。
- 15日 - 【JRA】 JRAは、武豊騎手の4日間騎乗停止を発表。同騎手は11日に英国で行われたシャーガーカップで不適切な行為があったとして英国競馬統括機構から騎乗停止処分を受けていた[173]。
- 20日 - 【JRA】サンデーサイレンス産駒で最後のJRA所属の現役競走馬だったアクシオン（牡9歳、美浦：二ノ宮敬宇厩舎）が、前日に行われた札幌記念をもって引退することを管理する二ノ宮自ら表明（8月21日付で競走馬登録抹消）[174][175]。
- 27日 - 【JRA】栗東トレーニングセンターにある厩舎4箇所が何者かに荒らされ、現金約310万円や24金製メダル2個が盗まれる被害。中にはレースのために10日間以上留守にしていた厩舎もあった[176]。

### 9月
- 1日 - いずれも【JRA】
  - 8月4日及びこの日に新潟競馬場で行われた『チャリティーゼッケン販売とジョッキー握手会』での販売収益が37万6000円となったことを発表[177]。
  - トーセンホマレボシを所有する馬主の島川隆哉が、同馬を右前脚屈腱炎により引退させると言明（その後9月21日付で競走馬登録を抹消）[178]。
- 3日 - 【NAR】愛知県競馬組合は、所属騎手の吉田稔（宮本仁厩舎）が9月30日付で引退と発表[179]。
- 5日 - 【JRA】騎手の長谷川浩大（栗東）が9月20日で引退し、調教助手に転向することが明らかに[180]（その後9月12日にJRAから正式発表[181]）。
- 6日 - 【NAR】ホッカイドウ競馬は、10月2日からJRAの「IPAT方式」による地方競馬の勝馬投票券の発売を開始することに伴い、従来場外発売のみ行っていた「拡大馬番連勝複式馬券」（ワイド）をホッカイドウ競馬開催でも導入すると発表[182]。
- 7日 - 【NAR】関西地方で初となる「ナイター競馬」が園田競馬場で開始[183]。
- 10日 - 【JRA】東京都内で行われた定例理事長会見で、日本国外馬主に対する制限のうち、一部制限を撤廃すると発表。ただし「100%自己所有」（共同所有の禁止）の制限は以後も継続[184]。
- 11日 - 【ばんえい】帯広市は、2013年度から帯広競馬場で日本中央競馬会（JRA）の勝馬投票券を発売できるようにシステムを整備することを表明[185]。実現すれば十勝地方で初のJRA場外発売所となる。
- 13日 - 【JRA】2010年の牝馬3冠（桜花賞、優駿牝馬（オークス）、秋華賞）などGIを5勝したアパパネが、右前浅屈腱炎のため現役引退すると発表[186]（9月15日付で競走馬登録抹消[187]）。
- 16日 - 【海外遠征】オルフェーヴルが、ロンシャン競馬場で行われたフォワ賞（GII）で優勝[188]。
- 17日
  - 【JRA】中山競馬第11競走（第66回セントライト記念）で、蛯名正義（美浦）が史上6人目、現役では武豊、横山典弘に次いで3人目となるJRA重賞100勝を達成[189]。
  - 【NAR】平成24年度第2回免許試験の合格者を発表。今回合格したのは調教師2名と騎手1名で、調教師2名はいずれも調教師補佐からの合格で兵庫所属、騎手1名は厩務員からの合格で福山所属[190]。
- 22日 - 【JRA】阪神競馬第7競走で、浜中俊（栗東）が騎手6年目にして初のJRA年間100勝を達成。これは元騎手・調教師の田原成貴と並びJRA歴代4位タイの記録[191]。
- 25日 - 【NAR】福山競馬で、拡大馬番号連勝複式投票券（ワイド）の発売を開始。更に9月29日には枠番連勝複式投票券（枠複）の発売も開始。
- 26日 - 【JRA】騎手の武英智（栗東）が9月30日付で引退すると発表。今後は栗東：木原一良厩舎で調教助手として活動予定[192]。
- 28日 - 【NAR】高知競馬で、枠番連勝複式投票券（枠複）の発売を9年ぶりに再開[193]。

### 10月
- 2日 - 【NAR】ホッカイドウ競馬がこの日より「ワイド（拡大馬番連勝複式投票券）」の発売を開始。発売する勝馬投票券は8種類に[194]。→9月6日の出来事参照
- 3日 - 【JRA・NAR】JRAのインターネット投票システム（IPAT）を利用した地方競馬の勝馬投票券発売（地方競馬IPAT）が、当初予定から1日延期して開始。ばんえい競馬は発売対象外。
- 4日 - 【NAR】特別区競馬組合は、所属調教師の太田進が先月30日付で引退したと発表[195]。
- 7日 - 【海外遠征】第91回凱旋門賞で、栗東：池江泰寿厩舎から出走した日本馬のうち、オルフェーヴル（牡4歳、クリストフ・スミヨン騎乗）はクビ差の2着、アヴェンティーノ（牡8歳、アントニー・クラストゥス騎乗）は17着にそれぞれ敗れる[196]。→3月18日・4月29日・5月2日・7月15日・9月16日の出来事もそれぞれ参照
- 8日 - 【ばんえい】ばんえい競馬史上最高齢勝利（14歳）記録を持つゴールデンバージ（牡15歳、山田勇作厩舎）が現役引退。10月28日には最後のレースへ出走（帯広競馬第2競走、10着）し、その後引退式が行われた[197]。
- 10日 - 【産地】ホッカイドウ競馬トレーディングセール推進協議会は平成24年度のトレーディングセールを、上場申込頭数が規定数に達しなかったとして中止すると発表[198]。
- 13日 - 【JRA】 京都競馬第11競走で、福永祐一（栗東）が史上19人目にして現役騎手12人目となるJRA通算1万2000回騎乗を達成[199]。これは16年7ヶ月12日での達成で、幸英明（栗東）が保持していた最速記録を更新。
- 14日-【JRA】 京都競馬第11競走（第17回秋華賞、GI）ジェンティルドンナが1着となり、2010年のアパパネ以来史上4頭目となる「牝馬三冠」を達成。
- 15日
  - 【産地】日高軽種馬農業協同組合が主催する「オータムセール」が日本軽種馬協会北海道市場にて始まり[200]、当歳馬の取引が2009年以来3年ぶりに復活。
  - 【NAR】特別区競馬組合は、所属騎手の早見多加志が10月16日付で引退することを発表[201]。
- 16日 - 【JRA】来場者数の減少を理由とした事業見直しの一環として、銀座通り・静内・室蘭の各ウインズを閉鎖すると正式発表。営業終了日は銀座通りが2013年3月の最終開催日、静内と室蘭が2013年5月の最終開催日を予定[202]。
- 17日 - 【JRA】会計検査院は日本中央競馬会に対し、騎手送迎用に利用しているタクシーについて規定外の無駄遣いを指摘し、改善を求めたと報道される[203]。他者との接触制限が解除される日曜のレース終了後にもタクシーを利用する騎手が相次いでいるほか、規定がない地方交流競走への出走にもタクシーを利用している点を問題視したもの。
- 18日 - 【JRA】 新規調教師及び騎手免許第一次試験の合格発表が行われ、調教師24名、騎手2名が合格。大井競馬所属騎手の戸崎圭太も騎手免許試験を受験し合格。第二次試験は調教師が本年11月27日から29日に行われ、合格発表は12月6日。騎手が来年1月28日から30日に行われ、2月7日合格発表の予定[204][205]。
- 19日
  - 【JRA】第73回菊花賞の出走を取りやめたディープブリランテが右前脚の屈腱炎を発症したことが判明。後日登録を抹消し、社台スタリオンステーションで種牡馬となった。
  - 【NAR】「第26回ワールドスーパージョッキーズシリーズ」（JRA東京競馬場、11月24日・25日）の地方代表騎手を決定する「スーパージョッキーズトライアル」の第2ステージが佐賀競馬場で行われ、10月5日の大井での第1ステージとの合計ポイントで山口勲（佐賀：東眞市厩舎）が地方競馬代表騎手候補に決定[206]。→8月13日・9月21日の出来事参照
- 21日 - 【JRA】京都競馬第11競走（第73回菊花賞、GI）でゴールドシップ（内田博幸騎乗）が1着となり、管理調教師の須貝尚介（栗東）は現役調教師158人目のJRA通算100勝を達成。3年7ヶ月21日での達成で、矢作芳人（栗東）が保持していた最速記録を更新[207]。また、第2位入線のスカイディグニティに騎乗していたイオリッツ・メンディザバル（ スペイン）が2周目の第4コーナー付近で右肩を脱臼、直後の第12競走は秋山真一郎（栗東）へ騎手変更[208]。
- 22日
  - 【JRA・NAR】日本中央競馬会は、10月28日に明仁天皇および美智子皇后が東京競馬場へ来場し、第11競走（第146回天皇賞、GI）を観戦されることを発表。天覧競馬は2005年の第132回天皇賞以来、7年ぶり[209][210]。当日は本馬場入場後に近代競馬150周年記念イベントの一環として「相馬野馬追」（福島県）と「チャグチャグ馬コ」（岩手県）が披露され、先導役を地方競馬教養センター92期騎手候補生の鈴木麻優が務める[211]。
  - 【JRA】騎手の芹沢純一（栗東）が12月16日の騎乗を最後に引退し、栗東：鹿戸明厩舎で調教助手として活動することが明らかに。将来は調教師を目指す意向[212]。
  - 【NAR・JRA】門別競馬第11競走（第15回エーデルワイス賞、JpnIII）で第6位に入線したレディーに騎乗した四位洋文（栗東：フリー）は最後の直線走路で内側に斜行し、他馬の進路に影響を与えたとして10月30日から31日まで実効2日間の騎乗停止処分。JRAからの処分は後日発表[213]。
- 28日
  - 【JRA】東京競馬場に明仁天皇と美智子皇后が来場し、第11競走（第146回天皇賞）を観戦したほか、東日本大震災復興支援行事として本馬場で行われた相馬野馬追・チャグチャグ馬コの披露演武を高覧[214]。→10月22日の出来事も参照
  - 【NAR】船橋競馬第2競走で三連勝単式馬券の的中者がおらず、南関東で三連単が導入されてから初となる特払（70円）に[215][216]。

### 11月
- 3日 - 【海外遠征】第29回ブリーダーズカップ・ターフ（GI）がサンタアニタパーク競馬場で行われ、日本から出走したトレイルブレイザーは4着[217][218]。→7月18日の出来事参照
- 7日 - 【JRA】調教師の保田一隆・坂本勝美（いずれも美浦）の2名が11月20日付で勇退すると発表。また11月2日に勇退を表明した同じく調教師の嶋田功も同日付での勇退を正式発表[219][220]。
- 11日 - 【JRA】東京競馬で騎乗していたイオリッツ・メンディザバル（ スペイン）は、第7競走でデルマダイコクに騎乗中右肩を脱臼。これにより以降の予定は騎手変更。先月21日の菊花賞でもレース中に右肩を脱臼しており、JRAは近日中に本人より事情を聞く方針[221][222]だったが、13日に「脱臼した右肩の手術をするため」として11月25日まで有効だった短期騎手免許を返上して帰国[223]。
- 14日 - 【NAR】ホッカイドウ競馬は、所属調教師の伊藤靖則が今季限りで引退すると発表[224]。
- 15日 - 【NAR】本年度のホッカイドウ競馬が全日程を終了。総売上は約119億9987万円（前年比103.7%、計画比100.1%）で、2年連続で目標売上額を達成[225]。
- 16日 - 【JRA】2013年より東京優駿（日本ダービー）の1着賞金を2億円にすると発表[226]。また中央競馬における馬主登録要件についても2013年より見直すと発表[227]。
- 24日 - 【JRA】京都競馬第10競走で最後の直線走路において、トウシンイーグルに騎乗していた佐藤哲三（栗東）が落馬し負傷したため京都市内の病院に搬送。これにより以降の残りと翌日の京都競馬で騎乗予定だった7鞍がすべて騎手変更。検査の結果、両手足7か所の骨折、外傷性気胸、右肘の関節脱臼と診断され、全治には相当の時間を要する見込み[228]。
- 25日 - いずれも【JRA】
  - 東京競馬第11競走（第32回ジャパンカップ、GI）の最後の直線走路において、第2位入線のオルフェーヴルの進路が狭くなったことで審議。、結局到達順位通りに確定したが、第1位入線のジェンティルドンナに騎乗した岩田康誠（栗東）の進路の取り方が強引だったとして開催日2日間の騎乗停止処分[229]。また、第8位入線のレッドカドーの関係者から、第5位入線のフェノーメノ・第6位入線のトーセンジョーダンについて「走行妨害ではないか」との申し立てについて同時に審議したが「走行妨害には至らない」として棄却[230]。
  - この日行われた「WIN5」で、最高払戻限度額となる2億円が出現[231]。
- 27日 - 【NAR】発達した低気圧による暴風雪のため登別市や室蘭市を中心とした地域で大規模停電が発生した影響により、ホッカイドウ競馬の場外発売所「Aiba登別室蘭」での場外発売・払戻業務を28日まで中止[232] 。
- 28日 - 【JRA】騎手の千葉直人と穂苅寿彦（いずれも美浦）が11月30日付で引退すると発表。引退後はそれぞれ調教助手に転向。また、11月22日に引退を表明した関東最年長騎手（50歳）の田面木博公（美浦：フリー）も同日付での引退を正式発表[233]。
- 29日 - 【ばんえい】札幌市内では初となるばんえい競馬の直営場外発売所「琴似駅前場外発売所」が、この日行われた大井競馬の場外発売（ナイター）より発売・払戻業務を開始[234]。

### 12月
- 1日 - 【JRA】中山競馬第11競走（第46回ステイヤーズステークス）で、トウカイトリック（牡10歳、栗東：野中賢二厩舎）が1着となり、2008年の小倉大賞典で優勝したアサカディフィートと並ぶ中央競馬平地重賞競走最高齢勝利を記録[235]。
- 4日 - 【JRA】騎手の野元昭嘉（栗東）が12月20日付で引退[236]。以後は栗東：松田博資厩舎で調教助手として活動。
- 6日 - 【JRA】平成25年度の新規調教師免許試験合格発表で[237][238]、現役騎手の飯田祐史と石橋守（いずれも栗東）が合格。また栗東所属予定の森田直行はJRA史上初めて厩務員から合格[239]。
- 7日
  - 【JRA】政府は日本中央競馬会（JRA）を含む5つの特殊法人に対し、給与水準が国家公務員に比べ高いとして引き下げを求める方針を決めたと報道される[240]。
  - 【ばんえい】指定された7つのレースの1着を順番に当てる「七重勝単勝式馬券」を12月15日開催分の前夜発売分から「オッズパークLOTO」のインターネット投票限定で発売すると発表[241]。
- 8日 - 【JRA】阪神競馬第2競走で、幸英明（栗東）が年間騎乗回数1009回を達成。2年前に自らが記録した1008回騎乗を上回りJRA史上最多騎乗記録を更新[242]。
- 9日
  - 【JRA】この日行われた「WIN5」で、史上初めてとなる2通りの配当が記録され、更に1億円余りがキャリーオーバーとなる事態に。これは中京競馬第11競走（尾張ステークス）で1着が同着となったため。一方は的中票数1票で配当は2億円、もう一方は的中票数20票で配当は1500万円強[243][244]。→11月25日の出来事も参照
  - 【海外遠征】 香港・ 沙田競馬場で行われた第14回香港スプリントで、ロードカナロア（牡5歳、栗東：安田隆行厩舎）が日本馬として初制覇[245]。
- 10日 - 【NAR】浦和競馬第11競走で調教師の小久保智（浦和）が今季113勝目を記録し、南関東年間最多勝記録を更新[246]。
- 11日 - 【JRA】騎手の渡辺薫彦（栗東）が現役引退を発表。今後は栗東：沖芳夫厩舎で調教助手として活動[247]。
- 12日
  - 【JRA】騎手の今村康成と小林慎一郎（いずれも栗東）、鈴来直人（美浦）の3名について12月20日付での引退を発表。引退後は3名共に調教助手に転向。また既に引退を表明している芹沢純一、野元昭嘉、渡辺薫彦（いずれも栗東）についても同日付での引退を正式発表[248]。→10月25日・11月29日・12月4日・12月11日の出来事も参照
  - 【NAR】高知競馬第1競走で、調教師の雑賀正光（高知）が年間266勝を達成。前年に自身が記録した265勝を上回り、年間最多勝利日本記録を更新[249]。
- 13日 - いずれも【NAR】
  - 第45回日本プロスポーツ大賞の受賞者を一部発表。地方競馬からは山口勲（佐賀）が功労賞を、阿部龍（北海道）が新人賞をそれぞれ受賞[250]。
  - 園田競馬場で「第21回ゴールデンジョッキーカップ」が行われ、田中学（兵庫）が総合優勝[251]。実父で現調教師の田中道夫も1994年に総合優勝しており、史上初の親子総合優勝。
- 16日 - 【NAR】県営金沢競馬第10競走で、1着に7番人気、2着に最低10番人気、3着に5番人気がそれぞれ入線し、三連勝単式馬券の配当が金沢競馬史上最高となる838万5380円を記録[252][253]。
- 17日 - 【NAR】本年3回目となる免許試験の合格者を発表。合格したのは岐阜（笠松）所属の騎手1名で、厩務員からの合格[254]。→9月18日の出来事も参照
- 20日 - 【ばんえい】ゴールドシップなどを所有する馬主の小林英一が、ばんえい競馬を主催する帯広市に1000万円を寄付したことが明らかに[255]。ばんえい競馬では寄付金について、12月23日に行われる「ばんえいダービー」から「ばんえい記念」までの重賞10競走・特別10競走を対象に、「特別報償金」として馬主・調教師・騎手・厩務員に交付することを決定。
- 21日 - 【NAR】川崎競馬第9競走で、1着に11番人気、2着に14番人気、3着に5番人気がそれぞれ入線し、三連勝単式の払戻金が川崎競馬史上最高（地方競馬全体では5位）となる1105万8120円を記録[256]。
- 22日 - いずれも【JRA】
  - 中山競馬第10競走（第135回中山大障害）で、熊沢重文（栗東）が史上初となる平地と障害のGI競走で勝利を達成[257]。
  - 阪神競馬第5競走で「騎手としての注意義務を怠り、油断騎乗を行った」として四位洋文（栗東）に対し30日間の騎乗停止処分。
- 23日 - 【JRA】短期騎手免許で騎乗中のミルコ・デムーロ（ イタリア）がこの日の朝、急病（尿管結石）のため中山競馬の全騎乗をキャンセル。これにより第10競走の第57回有馬記念で騎乗予定だったエイシンフラッシュ（牡5歳、栗東：藤原英昭厩舎）は三浦皇成（美浦）に変更[258]。
- 24日 - 【JRA】2012年の中央競馬が全日程を終了。リーディングジョッキーは6年目の浜中俊（栗東）が131勝で初受賞。リーディングトレーナーは池江泰寿（栗東）が57勝で2回目の獲得。1着数は角居勝彦（栗東）と並んだが、2着数で池江が上回った[259]。
- 25日 - 【JRA】騎手の青木芳之（美浦）が横浜市金沢区内の自宅で死亡。状況から自殺と見られる[260]。
- 26日 - 【NAR】金沢競馬は、騎手の鬼束実が同日付で引退したと発表[261]。
- 27日 - 【JRA】騎手の池崎祐介（美浦）が12月31日付で引退と発表。今後については未定[262]。
- 31日
  - 【NAR】ホッカイドウ競馬は、騎手の笹木美典が引退と発表[263]。
  - 【NAR】南関東の2012年開催がすべて終了。リーディングジョッキーは365勝を挙げた戸崎圭太（大井）が5年連続の栄冠。リーディングトレーナーは年間最多勝記録を更新した小久保智（浦和）が131勝で初の獲得[264]。

## 競走成績

### 中央競馬（GI）
| 競走名                                 | 競走名                                 | 競走名                                 | 優勝馬             | 性齢 | 騎手                     | 調教師                   | 所属                     |
| 月日                                   | 競馬場                                 | コース・距離                           | 優勝馬             | 性齢 | 馬主                     | 馬主                     | タイム                   |
| -------------------------------------- | -------------------------------------- | -------------------------------------- | ------------------ | ---- | ------------------------ | ------------------------ | ------------------------ |
| 第29回フェブラリーステークス           | 第29回フェブラリーステークス           | 第29回フェブラリーステークス           | テスタマッタ       | 牡6  | 岩田康誠                 | 村山明                   | JRA栗東                  |
| 2月19日                                | 東京競馬場                             | ダート1600m                            | テスタマッタ       | 牡6  | 吉田和美                 | 吉田和美                 | 1:35.4                   |
| 第42回高松宮記念                       | 第42回高松宮記念                       | 第42回高松宮記念                       | カレンチャン       | 牝5  | 池添謙一                 | 安田隆行                 | JRA栗東                  |
| 3月25日                                | 中京競馬場                             | 芝1200m                                | カレンチャン       | 牝5  | 鈴木隆司                 | 鈴木隆司                 | 1:10.3                   |
| 第72回桜花賞                           | 第72回桜花賞                           | 第72回桜花賞                           | ジェンティルドンナ | 牝3  | 岩田康誠                 | 石坂正                   | JRA栗東                  |
| 4月8日                                 | 阪神競馬場                             | 芝1600m                                | ジェンティルドンナ | 牝3  | （有）サンデーレーシング | （有）サンデーレーシング | 1:34.6                   |
| 第72回皐月賞                           | 第72回皐月賞                           | 第72回皐月賞                           | ゴールドシップ     | 牡3  | 内田博幸                 | 須貝尚介                 | JRA栗東                  |
| 4月15日                                | 中山競馬場                             | 芝2000m                                | ゴールドシップ     | 牡3  | 小林英一                 | 小林英一                 | 2:01.3                   |
| 第145回天皇賞（春）                    | 第145回天皇賞（春）                    | 第145回天皇賞（春）                    | ビートブラック     | 牡5  | 石橋脩                   | 中村均                   | JRA栗東                  |
| 4月29日                                | 京都競馬場                             | 芝3200m                                | ビートブラック     | 牡5  | 前田幸治                 | 前田幸治                 | 3:13.8                   |
| 第17回NHKマイルカップ                  | 第17回NHKマイルカップ                  | 第17回NHKマイルカップ                  | カレンブラックヒル | 牡3  | 秋山真一郎               | 平田修                   | JRA栗東                  |
| 5月6日                                 | 東京競馬場                             | 芝1600m                                | カレンブラックヒル | 牡3  | 鈴木隆司                 | 鈴木隆司                 | 1:34.5                   |
| 第7回ヴィクトリアマイル                | 第7回ヴィクトリアマイル                | 第7回ヴィクトリアマイル                | ホエールキャプチャ | 牝4  | 横山典弘                 | 田中清隆                 | JRA美浦                  |
| 5月13日                                | 東京競馬場                             | 芝1600m                                | ホエールキャプチャ | 牝4  | 嶋田賢                   | 嶋田賢                   | 1:32.4                   |
| 第73回優駿牝馬（オークス）             | 第73回優駿牝馬（オークス）             | 第73回優駿牝馬（オークス）             | ジェンティルドンナ | 牝3  | 川田将雅                 | 石坂正                   | JRA栗東                  |
| 5月20日                                | 東京競馬場                             | 芝2400m                                | ジェンティルドンナ | 牝3  | （有）サンデーレーシング | （有）サンデーレーシング | 2:23.6（レースレコード） |
| 第79回東京優駿（日本ダービー）         | 第79回東京優駿（日本ダービー）         | 第79回東京優駿（日本ダービー）         | ディープブリランテ | 牡3  | 岩田康誠                 | 矢作芳人                 | JRA栗東                  |
| 5月27日                                | 東京競馬場                             | 芝2400m                                | ディープブリランテ | 牡3  | （有）サンデーレーシング | （有）サンデーレーシング | 2:23.8                   |
| 第62回安田記念                         | 第62回安田記念                         | 第62回安田記念                         | ストロングリターン | 牡6  | 福永祐一                 | 堀宣行                   | JRA美浦                  |
| 6月3日                                 | 東京競馬場                             | 芝1600m                                | ストロングリターン | 牡6  | 吉田照哉                 | 吉田照哉                 | 1:31.3（コースレコード） |
| 第53回宝塚記念                         | 第53回宝塚記念                         | 第53回宝塚記念                         | オルフェーヴル     | 牡4  | 池添謙一                 | 池江泰寿                 | JRA栗東                  |
| 6月24日                                | 阪神競馬場                             | 芝2200m                                | オルフェーヴル     | 牡4  | （有）サンデーレーシング | （有）サンデーレーシング | 2:10.9                   |
| 第46回スプリンターズステークス         | 第46回スプリンターズステークス         | 第46回スプリンターズステークス         | ロードカナロア     | 牡4  | 岩田康誠                 | 安田隆行                 | JRA栗東                  |
| 9月30日                                | 中山競馬場                             | 芝1200m                                | ロードカナロア     | 牡4  | （株）ロードホースクラブ | （株）ロードホースクラブ | 1:06.7（コースレコード） |
| 第17回秋華賞                           | 第17回秋華賞                           | 第17回秋華賞                           | ジェンティルドンナ | 牝3  | 岩田康誠                 | 石坂正                   | JRA栗東                  |
| 10月14日                               | 京都競馬場                             | 芝2000m                                | ジェンティルドンナ | 牝3  | （有）サンデーレーシング | （有）サンデーレーシング | 2:00.4                   |
| 第73回菊花賞                           | 第73回菊花賞                           | 第73回菊花賞                           | ゴールドシップ     | 牡3  | 内田博幸                 | 須貝尚介                 | JRA栗東                  |
| 10月21日                               | 京都競馬場                             | 芝3000m                                | ゴールドシップ     | 牡3  | 小林英一                 | 小林英一                 | 3:02.9                   |
| 第146回天皇賞（秋）                    | 第146回天皇賞（秋）                    | 第146回天皇賞（秋）                    | エイシンフラッシュ | 牡5  | ミルコ・デムーロ         | 藤原英昭                 | JRA栗東                  |
| 10月28日                               | 東京競馬場                             | 芝2000m                                | エイシンフラッシュ | 牡5  | 平井豊光                 | 平井豊光                 | 1:57.3                   |
| 第37回エリザベス女王杯                 | 第37回エリザベス女王杯                 | 第37回エリザベス女王杯                 | レインボーダリア   | 牝5  | 柴田善臣                 | 二ノ宮敬宇               | JRA美浦                  |
| 11月11日                               | 京都競馬場                             | 芝2200m                                | レインボーダリア   | 牝5  | 田中由子                 | 田中由子                 | 2:16.3                   |
| 第29回マイルチャンピオンシップ         | 第29回マイルチャンピオンシップ         | 第29回マイルチャンピオンシップ         | サダムパテック     | 牡4  | 武豊                     | 西園正都                 | JRA栗東                  |
| 11月18日                               | 京都競馬場                             | 芝1600m                                | サダムパテック     | 牡4  | 大西定                   | 大西定                   | 1:32.9                   |
| 第32回ジャパンカップ                   | 第32回ジャパンカップ                   | 第32回ジャパンカップ                   | ジェンティルドンナ | 牝3  | 岩田康誠                 | 石坂正                   | JRA栗東                  |
| 11月25日                               | 東京競馬場                             | 芝2400m                                | ジェンティルドンナ | 牝3  | （有）サンデーレーシング | （有）サンデーレーシング | 2:23.1                   |
| 第13回ジャパンカップダート             | 第13回ジャパンカップダート             | 第13回ジャパンカップダート             | ニホンピロアワーズ | 牡5  | 酒井学                   | 大橋勇樹                 | JRA栗東                  |
| 12月2日                                | 阪神競馬場                             | ダート1800m                            | ニホンピロアワーズ | 牡5  | 小林百太郎               | 小林百太郎               | 1:48.8（レースレコード） |
| 第64回阪神ジュベナイルフィリーズ       | 第64回阪神ジュベナイルフィリーズ       | 第64回阪神ジュベナイルフィリーズ       | ローブティサージュ | 牝2  | 秋山真一郎               | 須貝尚介                 | JRA栗東                  |
| 12月9日                                | 阪神競馬場                             | 芝1600m                                | ローブティサージュ | 牝2  | （有）シルク             | （有）シルク             | 1:34.2                   |
| 第64回朝日杯フューチュリティステークス | 第64回朝日杯フューチュリティステークス | 第64回朝日杯フューチュリティステークス | ロゴタイプ         | 牡2  | ミルコ・デムーロ         | 田中剛                   | JRA美浦                  |
| 12月16日                               | 中山競馬場                             | 芝1600m                                | ロゴタイプ         | 牡2  | 吉田照哉                 | 吉田照哉                 | 1:33.4                   |
| 第57回有馬記念                         | 第57回有馬記念                         | 第57回有馬記念                         | ゴールドシップ     | 牡3  | 内田博幸                 | 須貝尚介                 | JRA栗東                  |
| 12月23日                               | 中山競馬場                             | 芝2500m                                | ゴールドシップ     | 牡3  | 小林英一                 | 小林英一                 | 2:31.9                   |

### 中央競馬・障害（J・GI）
| 競走名                     | 競走名                     | 競走名                     | 優勝馬             | 性齢 | 騎手         | 調教師       | 所属    |
| 月日                       | 競馬場                     | コース・距離               | 優勝馬             | 性齢 | 馬主         | 馬主         | タイム  |
| -------------------------- | -------------------------- | -------------------------- | ------------------ | ---- | ------------ | ------------ | ------- |
| 第14回中山グランドジャンプ | 第14回中山グランドジャンプ | 第14回中山グランドジャンプ | マジェスティバイオ | 牡5  | 柴田大知     | 田中剛       | JRA美浦 |
| 4月14日                    | 中山競馬場                 | 障害芝4250m                | マジェスティバイオ | 牡5  | バイオ（株） | バイオ（株） | 5:02.9  |
| 第135回中山大障害          | 第135回中山大障害          | 第135回中山大障害          | マーベラスカイザー | 牡4  | 熊沢重文     | 柴田政見     | JRA栗東 |
| 12月22日                   | 中山競馬場                 | 障害芝4100m                | マーベラスカイザー | 牡4  | 笹原貞生     | 笹原貞生     | 4:48.8  |

### 地方競馬・ダートグレード競走（GI・JpnI）
| 競走名                               | 競走名                               | 競走名                               | 優勝馬             | 性齢 | 騎手                           | 調教師                         | 所属                     |
| 月日                                 | 競馬場                               | 距離                                 | 優勝馬             | 性齢 | 馬主                           | 馬主                           | タイム                   |
| ------------------------------------ | ------------------------------------ | ------------------------------------ | ------------------ | ---- | ------------------------------ | ------------------------------ | ------------------------ |
| 第61回川崎記念                       | 第61回川崎記念                       | 第61回川崎記念                       | スマートファルコン | 牡7  | 武豊                           | 小崎憲                         | JRA栗東                  |
| 1月25日                              | 川崎競馬場                           | 2100m                                | スマートファルコン | 牡7  | 大川徹                         | 大川徹                         | 2:10.7（コースレコード） |
| 第24回かしわ記念                     | 第24回かしわ記念                     | 第24回かしわ記念                     | エスポワールシチー | 牡7  | 佐藤哲三                       | 安達昭夫                       | JRA栗東                  |
| 5月2日                               | 船橋競馬場                           | 1600m                                | エスポワールシチー | 牡7  | （株）友駿ホースクラブ         | （株）友駿ホースクラブ         | 1:36.5                   |
| 第35回帝王賞                         | 第35回帝王賞                         | 第35回帝王賞                         | ゴルトブリッツ     | 牡5  | 川田将雅                       | 吉田直弘                       | JRA栗東                  |
| 6月27日                              | 大井競馬場                           | 2000m                                | ゴルトブリッツ     | 牡5  | （有）キャロットファーム       | （有）キャロットファーム       | 2:03.0                   |
| 第14回ジャパンダートダービー         | 第14回ジャパンダートダービー         | 第14回ジャパンダートダービー         | ハタノヴァンクール | 牡3  | 四位洋文                       | 昆貢                           | JRA栗東                  |
| 7月11日                              | 大井競馬場                           | 2000m                                | ハタノヴァンクール | 牡3  | （有）グッドラックファーム     | （有）グッドラックファーム     | 2:05.3                   |
| 第25回マイルチャンピオンシップ南部杯 | 第25回マイルチャンピオンシップ南部杯 | 第25回マイルチャンピオンシップ南部杯 | エスポワールシチー | 牡7  | 佐藤哲三                       | 安達昭夫                       | JRA栗東                  |
| 10月8日                              | 盛岡競馬場                           | 1600m                                | エスポワールシチー | 牡7  | （株）友駿ホースクラブ         | （株）友駿ホースクラブ         | 1:35.9                   |
| 第12回JBCスプリント                  | 第12回JBCスプリント                  | 第12回JBCスプリント                  | タイセイレジェンド | 牡5  | 内田博幸                       | 矢作芳人                       | JRA栗東                  |
| 11月5日                              | 川崎競馬場                           | 1400m                                | タイセイレジェンド | 牡5  | 田中成奉                       | 田中成奉                       | 1:26.6（コースレコード） |
| 第12回JBCクラシック                  | 第12回JBCクラシック                  | 第12回JBCクラシック                  | ワンダーアキュート | 牡6  | 和田竜二                       | 佐藤正雄                       | JRA栗東                  |
| 11月5日                              | 川崎競馬場                           | 2100m                                | ワンダーアキュート | 牡6  | 山本信行                       | 山本信行                       | 2:12.5                   |
| 第63回全日本2歳優駿                  | 第63回全日本2歳優駿                  | 第63回全日本2歳優駿                  | サマリーズ         | 牝2  | 藤岡佑介                       | 藤岡健一                       | JRA栗東                  |
| 12月19日                             | 川崎競馬場                           | 1600m                                | サマリーズ         | 牝2  | ハヤー・ビント・アル＝フセイン | ハヤー・ビント・アル＝フセイン | 1:41.9                   |
| 第58回東京大賞典                     | 第58回東京大賞典                     | 第58回東京大賞典                     | ローマンレジェンド | 牡4  | 岩田康誠                       | 藤原英昭                       | JRA栗東                  |
| 12月29日                             | 大井競馬場                           | 2000m                                | ローマンレジェンド | 牡4  | 太田美實                       | 太田美實                       | 2:05.9                   |

### ばんえい競馬（BG1）
| 競走名                   | 競走名                   | 競走名                   | 優勝馬           | 性齢  | 騎手                 | 調教師               | タイム ばんえい重量 |
| 月日                     | 競馬場                   | 距離                     | 優勝馬           | 性齢  | 馬主                 | 馬主                 | タイム ばんえい重量 |
| ------------------------ | ------------------------ | ------------------------ | ---------------- | ----- | -------------------- | -------------------- | ------------------- |
| 第34回帯広記念           | 第34回帯広記念           | 第34回帯広記念           | カネサブラック   | 牡10  | 松田道明             | 松井浩文             | 2:32.2 910kg        |
| 1月2日                   | 帯広競馬場               | 200m                     | カネサブラック   | 牡10  | (有)トーヨーファーム | (有)トーヨーファーム | 2:32.2 910kg        |
| 第5回天馬賞              | 第5回天馬賞              | 第5回天馬賞              | ファーストスター | 牡5   | 藤本匠               | 長部幸光             | 2:00.7 760kg        |
| 1月3日                   | 帯広競馬場               | 200m                     | ファーストスター | 牡5   | 小向勝司             | 小向勝司             | 2:00.7 760kg        |
| 第43回イレネー記念       | 第43回イレネー記念       | 第43回イレネー記念       | ニシキエーカン   | 牡3   | 鈴木恵介             | 村上慎一             | 1:40.7 670kg        |
| 3月11日                  | 帯広競馬場               | 200m                     | ニシキエーカン   | 牡3   | 仙頭富萬             | 仙頭富萬             | 1:40.7 670kg        |
| 第44回ばんえい記念       | 第44回ばんえい記念       | 第44回ばんえい記念       | ニシキダイジン   | 牡11  | 鈴木恵介             | 村上慎一             | 2:34.0 1000kg       |
| 3月25日                  | 帯広競馬場               | 200m                     | ニシキダイジン   | 牡11  | 仙頭富萬             | 仙頭富萬             | 2:34.0 1000kg       |
| 第24回ばんえいグランプリ | 第24回ばんえいグランプリ | 第24回ばんえいグランプリ | ギンガリュウセイ | セン8 | 安部憲二             | 久田守               | 2:28.6 820kg        |
| 8月12日                  | 帯広競馬場               | 200m                     | ギンガリュウセイ | セン8 | 田中春美             | 田中春美             | 2:28.6 820kg        |
| 第37回ばんえいオークス   | 第37回ばんえいオークス   | 第37回ばんえいオークス   | タカラハヤヒメ   | 牝3   | 大河原和雄           | 小林長吉             | 1:52.5 660kg        |
| 12月2日                  | 帯広競馬場               | 200m                     | タカラハヤヒメ   | 牝3   | 藤田千代             | 藤田千代             | 1:52.5 660kg        |
| 第41回ばんえいダービー   | 第41回ばんえいダービー   | 第41回ばんえいダービー   | アサヒリュウセイ | 牡3   | 西将太               | 松井浩文             | 1:41.5 730kg        |
| 12月23日                 | 帯広競馬場               | 200m                     | アサヒリュウセイ | 牡3   | 松本俊夫             | 松本俊夫             | 1:41.5 730kg        |

### 騎手招待・交流競走
- 1月16日 - 【NAR】 第26回全日本新人王争覇戦（高知競馬場）優勝：高畑皓一（兵庫）[265]
- 1月24日 - 【NAR】 第10回佐々木竹見カップ ジョッキーズグランプリ（川崎競馬場）優勝：繁田健一（浦和）[266]
- 7月16日 - 【NAR】 第2回ジョッキーズチームマッチ（盛岡競馬場）優勝：Team IWATE（村上忍・斎藤雄一・山本政聡・山本聡哉）
- 7月22日 - 【NAR】 里帰りジョッキーズカップ（佐賀競馬場）総合優勝：山口勲（佐賀）
- 9月21日 - 【NAR】 SJTワイルドカード（高知競馬場）優勝：岡田祥嗣（福山）※SJT本戦へ出場
- 10月5日（大井競馬場）・10月19日（佐賀競馬場） - 【NAR】 スーパージョッキーズトライアル2012 総合優勝：山口勲（佐賀）
- 11月24日・25日 - 【JRA】 第26回ワールドスーパージョッキーズシリーズ（東京競馬場）総合優勝：ザカリー・パートン（ 香港）[267]
- 12月13日 - 【NAR】第21回ゴールデンジョッキーカップ（園田競馬場）総合優勝：田中学（兵庫）

## 表彰

### JRA賞
2013年1月8日発表。

#### 競走馬部門
- 年度代表馬・最優秀3歳牝馬：ジェンティルドンナ（牝3歳、栗東：石坂正厩舎）
- 最優秀2歳牡馬：ロゴタイプ（牡2歳、美浦：田中剛厩舎）
- 最優秀2歳牝馬：ローブティサージュ（牝2歳、栗東：須貝尚介厩舎）
- 最優秀3歳牡馬：ゴールドシップ（牡3歳、栗東：須貝尚介厩舎）
- 最優秀4歳以上牡馬：オルフェーヴル（牡4歳、栗東：池江泰寿厩舎）
- 最優秀4歳以上牝馬：カレンチャン（牝5歳、栗東：安田隆行厩舎）
- 最優秀短距離馬：ロードカナロア（牡4歳、栗東：安田隆行厩舎）
- 最優秀ダートホース：ニホンピロアワーズ（牡5歳、栗東：大橋勇樹厩舎）
- 最優秀障害馬：マジェスティバイオ（牡5歳、美浦：田中剛厩舎）

#### 調教師・騎手部門
※いずれもJRA+地方指定交流競走+海外指定競走を加算したもの
- 最多勝利調教師：角居勝彦（栗東）
- 最高勝率調教師・優秀技術調教師：須貝尚介（栗東）
- 最多賞金獲得調教師：池江泰寿（栗東）
- 最多勝利騎手[注 4]・最多賞金獲得騎手：岩田康誠（栗東）
- 最高勝率騎手：横山典弘（美浦）
- 最多勝利障害騎手：北沢伸也（栗東） ※対象は10勝以上
- 最多勝利新人騎手：該当者なし ※対象は30勝以上

#### JRA賞馬事文化賞
- 受賞作品：『疾走!相馬野馬追 〜東日本大震災を越えて〜』
- 受賞者：NHKメディアテクノロジー、平成24年度相馬野馬追執行委員会

#### JRA賞馬事文化賞 功労賞
- 受賞者：法華津寛（馬術選手）

### NARグランプリ
2013年1月15日発表。

#### 表彰馬
- 年度代表馬・4歳以上最優秀牝馬・最優秀短距離馬：ラブミーチャン（牝5歳、笠松：柳江仁厩舎）
- 2歳最優秀牡馬：ジェネラルグラント（牡2歳、船橋：出川克己厩舎）
- 2歳最優秀牝馬：ハニーパイ（牝2歳、北海道：角川秀樹厩舎）
- 3歳最優秀牡馬：アートサハラ（牡3歳、大井：荒山勝徳厩舎）
- 3歳最優秀牝馬：アスカリーブル（牝3歳、船橋：川島正行厩舎）
- 4歳以上最優秀牡馬：フリオーソ（牡8歳、船橋：川島正行厩舎）
- ばんえい最優秀馬：カネサブラック（牡10歳、松井浩文厩舎）
- 最優秀ターフ馬：該当馬なし
- ダートグレード競走特別賞：エスポワールシチー（牡7歳、JRA栗東：安達昭夫厩舎）
- 特別表彰馬：該当馬なし

#### 表彰者
- 最優秀勝利回数調教師賞：雑賀正光（高知）
- 最優秀賞金収得調教師賞：川島正行（船橋）
- 最優秀勝率調教師賞：川西毅（愛知）
- 殊勲調教師賞：該当者なし
- 最優秀勝利回数騎手賞・最優秀賞金収得騎手賞：戸崎圭太（大井）
- 最優秀勝率騎手賞・ベストフェアプレイ賞：赤岡修次（高知）
- 殊勲騎手賞：該当者なし
- 優秀新人騎手賞：阿部龍（北海道）
- 優秀女性騎手賞：該当者なし
- 特別賞
  - 岡崎準（福山、地方競馬通算3000勝達成）
  - 山口勲（佐賀、地方競馬通算3000勝達成）
  - 山中利夫（元金沢、地方競馬史上最高齢勝利記録を更新、2012年引退）

### その他、競馬関係者に対する表彰
- 第45回日本プロスポーツ大賞[271]
  - 功労賞：岩田康誠（JRA）、山口勲（佐賀）
  - 新人賞：阿部龍（北海道）

## 新規免許取得者
騎手・調教師のみ記載。

地方競馬からJRAへ移籍した者、引退（または免許返上）後に再取得した者は除く。

地方競馬は年度単位（4月 - 翌年3月）となっているが、免許日を基準に記載する。

記載は氏名（所属地、免許日）の順。

### 騎手
- 舘澤直央（ばんえい、1月1日）[272]
- 長岡禎仁（JRA美浦、3月1日）[273]
- 原田和真（JRA美浦、3月1日）[273]
- 山崎亮誠（JRA美浦、3月1日）[273]
- 中井裕二（JRA栗東、3月1日）[273]
- 菱田裕二（JRA栗東、3月1日）[273]
- 阿部龍（北海道、3月31日）[274]
- 山中悠希（船橋、3月31日）[274]
- 山本聡紀（船橋、3月31日）[274]
- 横川尚央（船橋、3月31日）[274]
- 江里口裕輝（大井、3月31日）[274]
- 鴨宮祥行（兵庫、3月31日）[274]
- 小山紗知伽（佐賀、3月31日）[274]
- 田中純（佐賀、9月29日〈再取得当日より福山で短期騎乗〉）[275]

### 調教師
- 蛯名利弘（JRA美浦、3月1日）[276]
- 金成貴史（JRA美浦、3月1日）[276]
- 黒岩陽一（JRA美浦、3月1日）[276]
- 高橋文雅（JRA美浦、3月1日）[276]
- 高橋康之（JRA栗東、3月1日）[276]
- 高橋亮（JRA栗東、3月1日）[276]
- 中内田充正（JRA栗東、3月1日）[276]
- 濱田多實雄（JRA栗東、3月1日）[276]
- 菅原勲（岩手、3月31日）[274]
- 山田質（川崎、3月31日）[274]
- 中川雅之（金沢、3月31日）[274]
- 打越勇児（高知、3月31日）[274]
- 飯田幸雄（川崎、6月1日）[277]
- 笹野博司（笠松、6月1日）[277]
- 雑賀伸一郎（兵庫、6月1日）[277]
- 諏訪貴正（兵庫、9月29日）[275]
- 土屋洋之（兵庫、9月29日）[275]

## 通算勝利数の記録
地方競馬（ばんえいを除く）は「地方通算」のものと「中央・地方通算」があるが、それぞれ出典に拠った。

同一人物が複数の記録を達成した場合、最後に記録されたもののみ記載する。

記載は氏名（達成地、達成日）の順。

### 騎手
初勝利
舘澤直央（ばんえい帯広、2月13日）
中井裕二（JRA中京、3月3日）
原田和真（JRA中山、3月10日）
山崎亮誠（JRA中山、4月1日）
小山紗知伽（佐賀、4月8日）
菱田裕二（JRA阪神、4月14日）
鴨宮祥行（園田、4月19日）
阿部龍（門別、4月26日）
山本聡紀（船橋、4月30日）※初騎乗で記録
江里口裕輝（大井、6月6日）
山中悠希（高知、11月17日）
長岡禎仁（JRA中京、12月9日）
100勝
松山弘平（JRA小倉、2月5日）
島津新（ばんえい帯広、3月24日）
高田潤（JRA阪神、4月1日）
本田正重（船橋、4月3日）
松戸政也（金沢、4月10日）
菊池一樹（ばんえい帯広、4月23日）
嘉藤貴行（JRA東京、6月2日）
鹿戸雄一（JRA東京、6月3日）
鈴木太一（金沢、7月3日）
中村将之（JRA中京、7月8日）
小松丈二（佐賀、7月8日）
高倉稜（JRA中京、7月15日）
宮崎北斗（JRA札幌、8月11日）
白浜雄造（JRA阪神、9月16日）
五十嵐雄祐（JRA東京、10月8日）
西将太（ばんえい帯広、11月12日）
200勝
北沢伸也（JRA京都、4月21日）
津村明秀（JRA札幌、7月21日）
丸田恭介（JRA中山、9月22日）
大野拓弥（JRA新潟、10月27日）
丸山元気（JRA福島、11月4日）
300勝
三浦皇成（JRA中山、3月4日）
ミルコ・デムーロ（JRA阪神、4月8日）
岩橋勇二（門別、7月31日）
北村友一（JRA小倉、8月19日）
田辺裕信（JRA中山、12月15日）
400勝
沼澤英知（門別、5月16日）
西謙一（ばんえい帯広、5月28日）
桑村真明（門別、7月25日）
浜中俊（JRA阪神、9月23日）
太宰啓介（JRA京都、11月17日）
500勝
柿原翔（名古屋、5月28日）
阿部武臣（ばんえい帯広、5月28日）
山崎誠士（川崎、6月14日）
小山信行（名古屋、7月19日）
櫻井拓章（門別、10月16日）
600勝
勝浦正樹（JRA小倉、1月14日）
小牧太（JRA阪神、4月15日）
武幸四郎（JRA阪神、4月15日）
内田博幸（JRA東京、6月10日）
700勝
秋山真一郎（JRA京都、2月12日）
800勝
北村宏司（JRA東京、2月12日）
大畑雅章（名古屋、4月19日）
森泰斗（大井、5月23日）
真島大輔（大井、6月8日）
池添謙一（JRA京都、10月8日）
和田竜二（JRA京都、11月4日）
佐々木国明（門別、11月13日）
900勝
幸英明（JRA小倉、1月21日）
佐藤哲三（JRA京都、1月28日）
馬渕繁治（門別、6月21日）
岩田康誠（JRA函館、6月30日）
石崎駿（船橋、9月3日）
1000勝
平瀬城久（金沢、8月7日）
1100勝
安藤勝己（JRA京都、2月4日）
服部茂史（門別、8月1日）
1400勝
福永祐一（JRA東京、5月20日）
倉兼育康（高知、6月2日）
坂下秀樹（門別、10月9日）
1500勝
長田進仁（佐賀、1月15日）
丸野勝虎（名古屋、5月16日）
松田道明（ばんえい帯広、6月25日）
1600勝
井上俊彦（門別、9月4日）
1700勝
五十嵐冬樹（浦和、12月12日）
1800勝
藤田伸二（JRA函館、7月8日）
2000勝
戸崎圭太（船橋、3月14日）
村上忍（盛岡、10月20日）
2100勝
蛯名正義（JRA中山、12月2日）
2300勝
横山典弘（JRA東京、6月9日）
2500勝
吉田稔（浦和、5月30日）
濱口楠彦（名古屋、6月22日）
木村健（園田、9月7日）
岡部誠（笠松、11月22日）
2800勝
山口竜一（門別、5月31日）
3000勝
岡崎準（福山、2月26日）
山口勲（佐賀、8月15日）
3300勝
藤本匠（ばんえい帯広、9月3日）※歴代最多記録を更新
4000勝
川原正一（園田、2月7日）

### 調教師
初勝利
栗林信文（川崎、1月1日）
加藤誠一（川崎、1月3日）
的場直之（大井、1月16日）※初出走で記録
吉村圭司（JRA阪神、3月24日）
今野貞一（JRA阪神、3月31日）
菅原勲（水沢、4月22日）
高橋文雅（JRA東京、5月6日）
久保杉隆（大井、6月5日）
金成貴史（JRA福島、6月16日）
渡邊貴光（船橋、6月18日）
蛯名利弘（JRA函館、7月1日）
中川雅之（金沢、7月3日）
黒岩陽一（JRA中山、9月9日）
山田質（川崎、11月6日）
100勝
後藤正義（笠松、1月23日）
荒川義之（JRA京都、1月29日）
小笠倫弘（JRA中山、3月3日）
川島正一（船橋、3月14日）
高橋優子（金沢、5月15日）
小牧毅（園田、6月7日）
庄子昭彦（大井、6月8日）
山本学（川崎、6月14日）
嶋田幸晴（大井、6月26日）
清水英克（JRA新潟、8月26日）
本田優（JRA小倉、9月2日）
本間忍（JRA中山、9月9日）
高橋義博（JRA東京、10月8日）
北出成人（JRA阪神、12月2日）
200勝
南井克巳（JRA小倉、1月28日）
田邊陽一（川崎、5月14日）
萱野浩二（JRA福島、7月7日）
浅野洋一郎（JRA新潟、8月18日）
畠山吉宏（JRA中山、9月16日）
大江原哲（JRA中山、12月9日）
300勝
加藤征弘（JRA中山、3月25日）
中竹和也（JRA福島、4月14日）
池江泰寿（JRA京都、5月27日）
田村康仁（JRA福島、6月24日）
米川昇（門別、7月16日）
堀井雅広（JRA中山、9月8日）
400勝
目野哲也（JRA小倉、2月11日）
沖芳夫（JRA京都、2月18日）
矢野義幸（川崎、4月13日）
矢野照正（JRA福島、4月29日）
佐々木晶三（JRA中京、7月7日）
角居勝彦（JRA中京、7月14日）
田中清隆（JRA中山、12月23日）
500勝
田中敏和（名古屋、4月20日）
東眞市（佐賀、5月4日）
藤ケ崎一人（名古屋、5月16日）
山崎尋美（川崎、6月14日）
八木仁（川崎、7月3日）
村上慎一（ばんえい帯広、7月7日）
金田勇（ばんえい帯広、7月28日）
佐藤賢二（船橋、9月5日）
安田隆行（JRA阪神、12月24日）
600勝
国枝栄（JRA中山、9月29日）
700勝
野口孝（浦和、5月31日）
山内研二（JRA福島、11月4日）
800勝
尾形充弘（JRA札幌、8月11日）
900勝
橋口弘次郎（JRA阪神、12月8日）
1000勝
竹下直人（名古屋、4月20日）
工藤英嗣（高知、5月12日）
伊藤和（盛岡、8月4日）
原孝明（門別、8月7日）
田中正二（門別、8月8日）
1100勝
三浦孝幸（ばんえい帯広、5月14日）
1500勝
柳江仁（金沢、5月8日）
尾ヶ瀬富雄（ばんえい帯広、11月4日）
2000勝
藤ヶ崎一男（名古屋、10月4日）
角田輝也（名古屋、10月15日）※1973年以降では最速記録

## 誕生
この年に生まれた競走馬は2015年のクラシック世代となる。

### 競走馬
- 1月21日 - ベルーフ[404]
- 1月23日 - タガノアザガル[405]
- 1月24日 - ディアドムス[406]
- 1月21日 - アルバートドック[407]
- 1月31日 - ソールインパクト[408]、センチュリオン[409]
- 2月1日 - マキシマムドパリ、ミュゼエイリアン[410]
- 2月2日 - アポロケンタッキー[411]、モンドインテロ[412]
- 2月5日 - リアファル[413]
- 2月6日 - アルビアーノ[414]
- 2月8日 - ミッキークイーン[415]、パフォーマプロミス[416]
- 2月10日 - ショウナンアデラ[417]
- 2月11日 - ウェスタールンド[418]、ロジチャリス[419]
- 2月12日 - タガノエスプレッソ
- 2月14日 - サンデーウィザード[420]、エイシンバランサー[421]
- 2月16日 - キタサンサジン[422]
- 2月17日 - アンビシャス[423]
- 2月21日 - タッチングスピーチ[424]
- 2月22日 - ディアマイダーリン[425]
- 2月25日 - シングウィズジョイ
- 2月27日 - マルターズアポジー[426]、グァンチャーレ
- 3月1日 - リアルスティール[427]
- 3月4日 - キャットコイン[428]
- 3月6日 - マイティティー[429]
- 3月7日 - クラリティスカイ[430]、オールブラッシュ[431]
- 3月9日 - ベルラップ[432]
- 3月10日 - キタサンブラック[433]、サトノクラウン[434]
- 3月13日 - サトノラーゼン[435]
- 3月14日 - シュヴァルグラン[436]
- 3月17日 - ノットフォーマル
- 3月22日 - ドゥラメンテ[437]、ヤマカツエース[438]、タマノブリュネット[439]
- 3月23日 - ダノンプラチナ[440]、ラインシュナイダー[441]
- 3月24日 - モルトベーネ[442]
- 3月28日 - ノンコノユメ[443]、ホワイトフーガ[444]、ミツバ[445]
- 3月29日 - タンタアレグリア[446]
- 4月3日 - ミュゼスルタン[447]
- 4月4日 - クールホタルビ
- 4月5日 - セカンドテーブル[448]
- 4月6日 - レッツゴードンキ[449]、ブライトエンブレム[450]
- 4月7日 - アクティブミノル[451]
- 4月8日 - ノボバカラ[452]、ウインガニオン[453]、グランシルク[454]
- 4月11日 - クロスクリーガー[455]
- 4月12日 - オーミアリス[456]、オヤコダカ
- 4月13日 - ダッシングブレイズ[457]
- 4月14日 - モーニン[458]、ヤングマンパワー[459]
- 4月15日 - ウィッシュハピネス[460]
- 4月20日 - ブルドッグボス[461]
- 4月21日 - タツゴウゲキ[462]、テイエムジンソク[463]
- 4月22日 - ルージュバック[464]
- 4月23日 - トーセンビクトリー[465]
- 4月24日 - ビスカリア[466]
- 4月26日 - クルーガー[467]
- 4月27日 - ブチコ[468]
- 4月28日 - ココロノアイ[469]
- 5月2日 - ブラックムーン[470]
- 5月8日 - レーヴミストラル[471]
- 5月9日 - ララベル[472]
- 5月11日 - テーオーヘリオス[473]
- 5月13日 - カフジテイク[474]
- 5月14日 - アレスバローズ[475]、クリプトグラム[476]、アンドリエッテ
- 5月20日 - ルールソヴァール[477]
- 5月22日 - シャイニングレイ[478]
- 5月23日 - グレーターロンドン[479]
- 5月25日 - クイーンズリング[480]、ノブワイルド[481]
- 6月2日 - ブラゾンドゥリス[482]
- 8月21日 - メラグラーナ[483]

## 死亡

### 競走馬・繁殖馬・功労馬
- 1月7日 - サクラチヨノオー[484]
- 1月13日 - チチカステナンゴ[485]
- 2月2日 - スリープレスナイト[61]
- 2月19日 - ミスターシクレノン[486]
- 3月6日 - トウケイニセイ[487]
- 3月10日 - ディアマジェスティ
- 3月21日 - アドマイヤコスモス[488]
- 4月7日 - メジロパーマー[489]
- 4月8日 - シリウスシンボリ[490]
- 4月26日 - ダイナガリバー[491]
- 5月6日 - シンチェスト（1987年京都記念優勝馬）[492]
- 6月9日 - マイネルラヴ[493]
- 6月22日 - トールポピー[494]
- 6月23日 - リンカーン[495]
- 7月1日 - アンドレアシェニエ（金沢競馬場所属。オグリキャップ産駒として最後の現役競走馬）[496]
- 7月28日 - バンブービギン[497]
- 8月9日 - カーネギー（1994年凱旋門賞優勝馬。種牡馬として輸入）[498]
- 8月15日 - オイワケヒカリ
- 8月20日 - アグネスワールド（1999年アベイユ・ド・ロンシャン賞優勝馬）[499]
- 8月24日 - ゴルトブリッツ（2012年帝王賞優勝馬）[500]
- 8月29日 - サダエリコ（現役時にばんえい競馬で重賞を13勝した牝馬）[501]
- 9月18日 - チーフベアハート[502]
- 10月7日 - ホクトスルタン（2008年目黒記念優勝馬）[503]
- 10月15日 - アドマイヤグルーヴ（2003年・2004年エリザベス女王杯優勝馬）[504]
- 11月16日 - ニシノハナグルマ
- 12月1日 - メイショウクオリア（2008年京都新聞杯優勝馬）[505]
- 12月10日 - イブンベイ（欧州でG1を4勝、引退後は日本で種牡馬）[506]

### 人物
- 1月23日 - 小島貞博（日本中央競馬会調教師、元騎手）[56]
- 2月4日 - 鴨林毅（兵庫県競馬組合調教師）[507]
- 2月15日 - 及川勉（競馬研究〔現・研究ニュース〕トラックマン、ラジオNIKKEI・関東独立テレビ局競馬中継解説者）[508]
- 4月16日 - 加藤修甫（日本中央競馬会元調教師、調教助手）[509]
- 5月28日 - 浅見国一（日本競馬会、国営競馬、日本中央競馬会元騎手、調教師、馬主。浅見秀一・日本中央競馬会調教師の実父）[510]
- 6月29日 - 武智政明（特別区競馬組合調教師、元騎手）[511]
- 11月21日 - 阿部雅一郎（東京馬主協会相談役〔元副会長〕、GI勝馬ヒシアマゾン、ヒシアケボノ、ヒシミラクルの馬主）[512]
- 12月25日（遺体発見） - 青木芳之（日本中央競馬会騎手）[513]
- 12月26日 - 西川幸男（馬主、ウエスタンファーム創業者）[514]

## 脚註